# Saigerhütte Grünthal

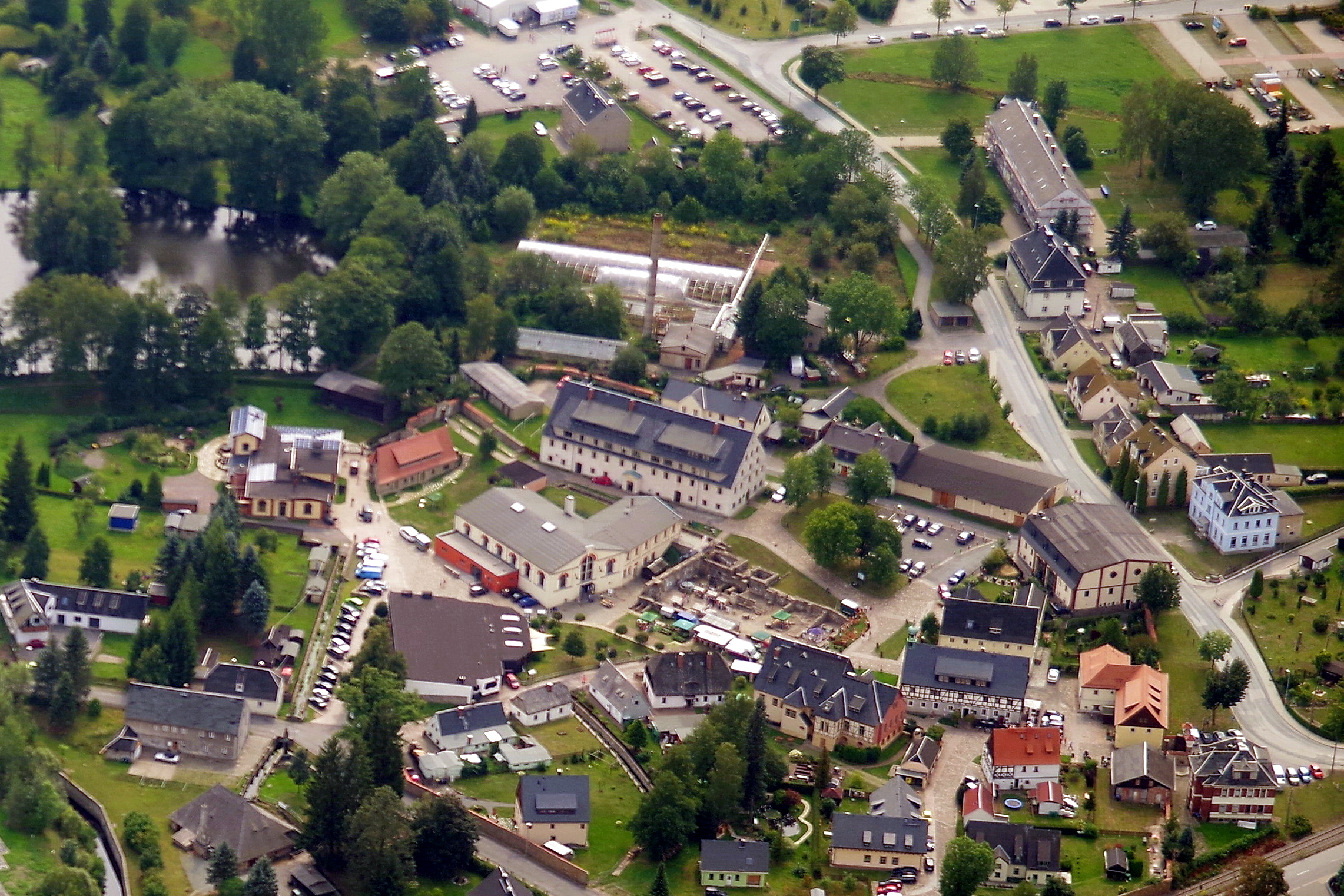
Luftaufnahme der Saigerhütte Grünthal

Die Saigerhütte Grünthal ist ein historisches Hüttenwerk etwa 2,5 Kilometer südöstlich des Stadtzentrums von Olbernhau im Erzgebirge. Wegen seines geschlossenen und noch weitgehend erhaltenen Bestandes von 22 funktional miteinander verbundenen Einzeldenkmalen gilt es als weltweit einmaliges Ensembledenkmal für die Erzverhüttung im Saigerverfahren.
Ursprünglich für das Ausschmelzen von Silber aus Schwarzkupfer errichtet, entwickelte sich das 1537 zunächst von Kaufleuten gegründete Werk bald zum Zentrum der Kupferverarbeitung im Kurfürstentum Sachsen. Besondere Bekanntheit erlangte das Grünthaler Dachkupfer, das auch weit über die sächsischen Grenzen hinaus in vielen Bauten Verwendung fand. 1567 übernahm der sächsische Staat die Hütte. Im Jahr 1873 erwarb sie der Unternehmer Adolph Lange und führte die Hütte unter dem Namen Sächsische Kupfer- und Messingwerke F. A. Lange in Kupferhammer-Grünthal weiter. Nach dem Zweiten Weltkrieg ging 1947 die historische Bausubstanz an die neu gegründeten Sächsischen Blechwalzwerke Olbernhau, den späteren VEB Blechwalzwerk Olbernhau, über.
Zwischen 1958 und 1960 erfolgte die Umgestaltung zur technischen Schauanlage. Der heutige Museumskomplex ist Teil des UNESCO-Welterbes Montanregion Erzgebirge.

## Geschichte 1537–1945

### Gründung und Betrieb als privates Hüttenwerk 1537–1567

#### Gründung durch den Annaberger Bergmeister Hans Leonhardt
Von 1530 bis 1533 hatte Hans Leonhardt als Bergmeister von Annaberg die oberste technische Leitung des seinerzeit reichsten Silberbergbaureviers Sachsens inne. Leonhardt muss ein beträchtliches Vermögen besessen haben, da er für Heinrich von Elterlein, der für sein Amt als Zehntner des Landesherren eine Bürgschaft von 6000 Gulden stellen musste, als Oberbürge eintrat. Von Elterlein wurde 1533 aufgrund des Vorwurfs, schlecht gewirtschaftet zu haben, seines Amtes enthoben, womit die Bürgschaft fällig wurde. Leonhardt leistete seine Zahlung und ließ sich im Gegenzug von Elterlein, der im Besitz des Saigerhandels im Bergrevier Annaberg war, die Hälfte dieses Handels abtreten. Beide betrieben in den folgenden Jahren den Saigerhandel, unter welchem die Verhüttung und der Handel mit Schwarz- und Garkupfer sowie Blei zusammengefasst wurde, gemeinsam und erzielten damit Gewinn.
Leonhardts Motiv für die Errichtung einer Saigerhütte lag in seiner Beteiligung am Saigerhandel und dem großen Bedarf an der Verhüttung silberhaltiger Kupfererze aus dem Erzgebirge.
Der steigende Energie- und Materialbedarf des Annaberger Bergbaus verteuerte Holzkohle und Brennholz und verknappte das Aufschlagwasser für Pochwerke und Hütten. Leonhardts Standortwahl für die Saigerhütte fiel deshalb auf „einen Raum obendig Olbernhau an Ilgen Grundigs rein anhabende bis an die Bemische grenntz…“ mit ausreichend nutzbarer Wasserkraft und Waldreichtum, wie der Belehnungsvertrag vom 24. Juni 1537 mit den von Berbisdorfs bezeugt. Dadurch ergaben sich zwar größere Aufwendungen für die Anlieferung von Kupfer und Blei, demgegenüber wog der Holzreichtum diesen Nachteil auf. Die Hütte wurde 1538 in Betrieb genommen und bezog in den ersten Jahren ihr Schwarzkupfer aus Schlema, Geyer, Annaberg, dem nahen Katharinaberg, Freiberg und Ehrenfriedersdorf sowie von Metallhändlern aus Breslau. Jenseits der Grenze erwarb Leonhardt 1538 vom dortigen Grundherrn Sebastian von Weitmühl im Dreieck zwischen Flöha und Natzschung drei Hufen Land mit anstehendem Wald.

#### Bildung einer Saigerhandelsgesellschaft
Obwohl die Baukosten der Hütte bis Ende des Jahres 1538 mit 2061 Gulden relativ gering blieben, überstiegen die Vorschüsse für die Lieferung der Kupfer- und Bleivorräte Leonhardts finanzielle Möglichkeiten. Vorerst half u. a. Heinrich von Elterlein mit 6000 Gulden aus. Zur Herbstmesse 1538 in Leipzig traf sich Leonhardt mit einem Diener des Nürnberger Kaufmanns Caspar Nitzold. Das Treffen hatte ein gewisser Kilian Moler vermittelt, den Leonhardt an seinem Unternehmen beteiligt hatte. In dem Treffen kamen die Partner überein, dass sich Nitzold mit einer größeren Summe am Saigerhandel in Grünthal beteiligen würde. Im Nachgang dieses Treffens reiste Moler zum Zwecke weiterer Absprachen nach Nürnberg. Einen Brief mit Nitzolds Vorschlägen über Art und Weise seiner Beteiligung ließ Moler heimlich kopieren. Die Abschrift spielte er dem Nürnberger Kaufmann Conrad Weber zu, der sich mit seinem Schwager Georg Österreicher aus Augsburg in Verbindung setzte. Österreicher beschloss Kapital in Grünthal zu investieren und verband sich hierzu mit dem Augsburger Metallgroßhändler Matthias Manlich. Gemeinsam mit Conrad Weber und einem Diener Manlichs reiste Österreicher nach Grünthal und verhandelte mit Leonhardt über einen Eintritt ihrerseits in den Saigerhandel. Weber gelang in einem Gespräch mit Leonhardt, Nitzold aus dem angestrebten Saigerhandel zu verdrängen. Nach einer Inventur vom 18. Dezember 1538 kam es zum Gesellschaftsvertrag zwischen Leonhardt und Weber sowie seinen „Mitverwandten“, wie die tatsächlichen Geldgeber Österreicher und Manlich im Vertragstext anonymisiert bezeichnet wurden. Die finanzielle Beteiligung der Großkaufleute über Mittelspersonen verdeutlicht die Bestrebungen des Metallhandels, Einfluss über die Produktion zu erhalten, um den Markt zu dominieren und ggf. zu monopolisieren.

#### Bestrebungen der Mitgesellschafter um einen Ausschluss Leonhardts
Gemäß Gesellschaftervertrag musste Leonhardt eine Einlage von 15.000 Gulden leisten. Da er diesen Betrag nicht allein stemmen konnte, lieh er sich wiederum von Nürnberger Kaufleuten, darunter die Gebrüder Heurig, insgesamt 5000 Gulden. Der Gesellschaftervertrag regelte die Zuständigkeiten von Leonhardt und Österreicher: Ersterer hatte weiterhin die Betriebsführung inne, wohingegen sich Letzterer um die Zufuhr von Schwarzkupfer kümmerte. Österreicher war an einer Ausdehnung der Produktion interessiert und versuchte daher in Österreich und Ungarn neue Liefermöglichkeiten zu erschließen – bis dahin waren die Lieferungen nur aus benachbarten Bergrevieren im sächsisch-böhmischen Erzgebirge gekommen. Jedoch zeigte sich, dass für weitere Zukäufe größerer Mengen aus dem Ausland das Kapital der Gesellschaft nicht ausreichte. Österreicher schlug daher vor, die Einlage beiderseits zu verdoppeln, um so das Kapital der Saigerhütte auf 60.000 Gulden zu erhöhen. Durch weitere Anleihen besorgte sich Leonhardt seinen zu leistenden Anteil. Zur gleichen Zeit gab es Schwierigkeiten mit der Produktion, die auf die Verwendung minderwertiger Rohstoffe sowie Unerfahrenheit der Arbeiter und mangelnde Fähigkeiten in der Leitung des Verhüttungsprozesses zurückzuführen waren. Leonhardts verstärkte Abwesenheit während seiner Rohstoffeinkäufe sowie die Klagen der Abnehmer des Garkupfers nutzte der offizielle Vertragspartner Conrad Weber, um auf die Ablösung Leonhardts aus der Leitung des Saigerhandels zu drängen und die Leitung selbst zu beanspruchen. Um dem Vorwurf, dem gemeinsamen Handel Schaden zugefügt zu haben, zu entgehen, ließ sich Leonhardt darauf ein. Ihm wurden 1200 Gulden ausgezahlt, um in Freiberg ein Haus zu kaufen und dorthin zu ziehen.

#### Prozess um den Ausschluss Leonhardts aus dem Saigerhandel

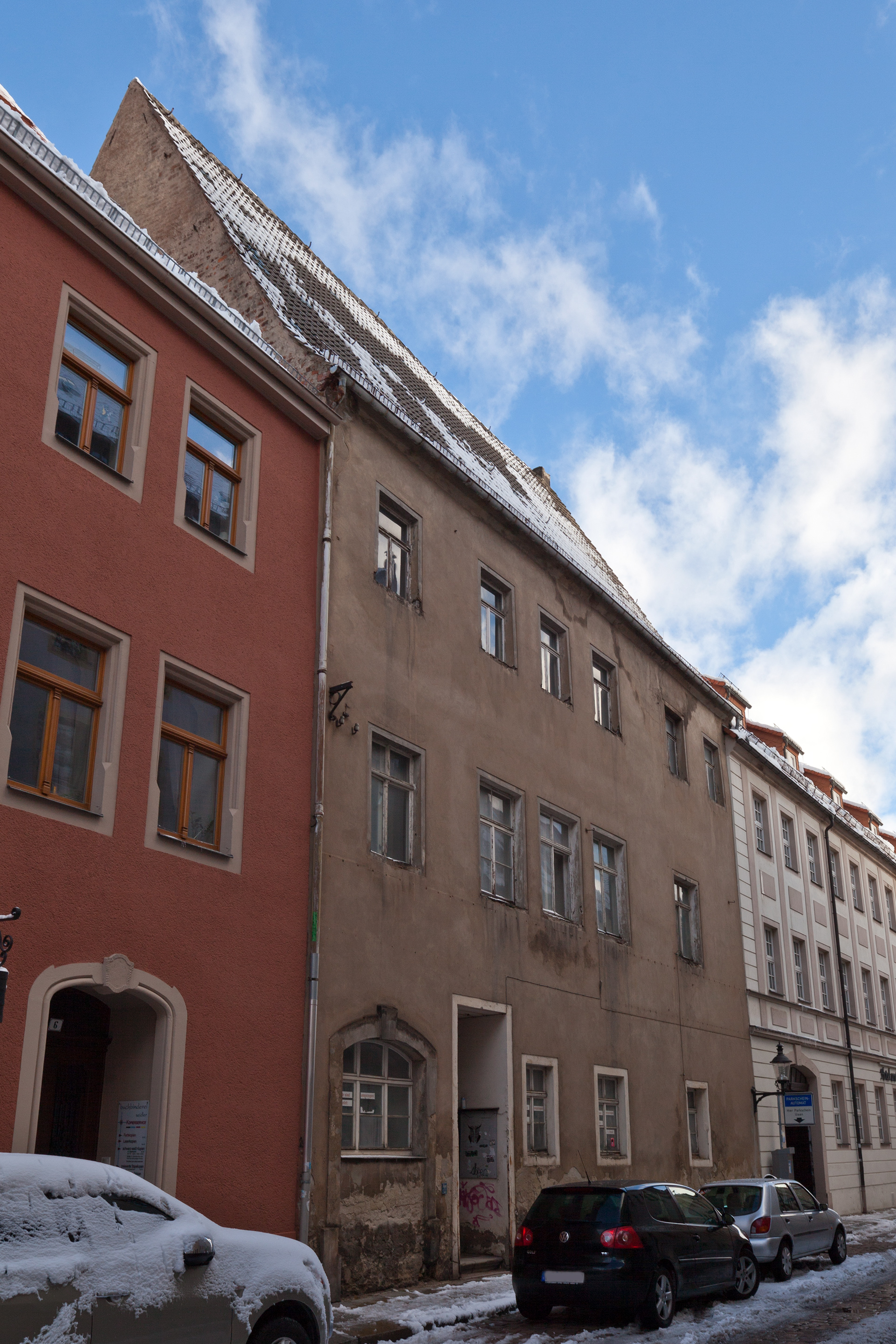
Leonhardts Haus in Freiberg
(heute Waisenhausstraße 4)

Der Hauptschlag gegen Leonhardt wurde über das Rechnungswesen geführt. Durch seine geringen Erfahrungen in buchhalterischen Angelegenheiten musste er sich hier auf seinen Angestellten Kilian Moler verlassen, was die im Hintergrund stehenden Mitgesellschafter ausnutzten. Leonhardt zweifelte an der Richtigkeit der ersten Abrechnung, die 1540 vorgelegt wurde. Die dritte Abrechnung, die 1543 veranlasst wurde, bestätigte seine Zweifel. Demnach sollte er 9526 Gulden, 3 Groschen aus der Gesellschaft abgezogen oder verloren haben. Leonhardt protestierte gegen diese Abrechnung und verlangte die Überprüfung aller Rechnungen von Beginn an. Nachdem alle Versuche Österreichers, Leonhardt zum Einlenken zu bewegen, gescheitert waren, wurde ihm eine Einspruchsfrist bis zur Leipziger Ostermesse 1544 gewährt, jedoch konnte er gegen die buchhalterischen Kniffe seiner Partner nichts vorbringen. Während Leonhardt auf Reisen war, trafen zur Ostermesse in Leipzig Österreicher, Weber und als Vertreter von Manlich Silvester Rodt zusammen. Da Leonhardt nicht erschienen war, erklärten sie ihn für flüchtig und gaben an, dass er ihnen über 20.000 Gulden schulde. Mit dieser Forderung ließen sie die Saigerhütte samt allen Vorräten beschlagnahmen.
Im Ergebnis eines 1544 geführten Prozesses um die verschleierte Misswirtschaft des Werkes wurde vom in Freiberg zusammengekommenen Schiedsgericht ein Kompromiss festgehalten: Leonhardt sei aus dem Saigerhandel auszuschließen, alles Kupfer, Silber, Handelsbücher und Schuldverschreibungen musste er abgeben. Sein Haus in Freiberg wurde beschlagnahmt. Im Gegenzug sollte Österreicher 10.000 Gulden an Leonhardt auszahlen, womit dieser alle Schulden begleichen musste – Leonhardt war praktisch bankrott.
Gegen dieses Urteil erhob Leonhardt Einspruch, erreichte jedoch nur, dass ihm von Herzog Moritz ein Buchhalter zugeordnet wurde, der die Prüfung der Abrechnungen begann. Dieser konnte nachweisen, dass die Abrechnung von 1539/40 falsch war – statt eines Verlusts war Gewinn angegeben worden. Eine zweite Rechnungsprüfung vom 4. Februar 1546, die zudem die anderen Abrechnungen beinhaltete, kam zu ähnlichen Ergebnissen. Leonhardt erreichte darauf bauend eine Wiederaufnahme des Verfahrens in Leipzig. Aufgrund der Belagerung Leipzigs im Verlauf des Schmalkaldischen Krieges musste ab Januar 1547 das Verfahren in Freiberg fortgeführt werden. Am 11. März 1547 wurde das Urteil gefällt. In diesem wurde die Schlussrechnung, die Österreicher Ende 1543 veranlasst hatte, mit einer Korrektur von 968 Gulden zu dessen Lasten bestätigt. Das Vermögen des Saigerhandels wurde mit 10.978 Gulden, 6 Pfennigen ermittelt und sollte nach der Abrechnung zwischen beiden Parteien geteilt werden. Allerdings hatten die Prozesskosten Leonhardts die Entschädigung bei weitem überstiegen. Mit Bestätigung des Urteils durch den obersten Gerichtsherrn Herzog Moritz am 20. März 1547 ergaben sich keine weiteren Rechtsmittel gegen dieses Urteil.
Leonhardt versuchte jedoch weiterhin, das seiner Auffassung nach ungerechte Urteil anzufechten. Aufgrund dessen wurde er am 13. Oktober 1547 wegen Widerstandes gegen den Rechtsspruch des Landesherrn in Haft gesetzt. Durch Stellen einer Kaution kam er wieder auf freien Fuß. Mit dem Verlust des Saigerhandels, durch den Leonhardt einen großen Teil seines Vermögens verloren hatte, begann jedoch ein weiterer Prozess. In diesem forderten die Gebrüder Heurig aus Nürnberg an Leonhardt geliehenes Geld zurück. Im Verlauf dieses Prozesses starb Leonhardt vermutlich im November 1548, denn bereits am 7. Dezember 1548 veranlasste die kurfürstliche Kanzlei den Rat der Stadt Freiberg, sein Vermögen für seine Erben und Gläubiger freizugeben.

#### Erwerb durch die Familie Uthmann

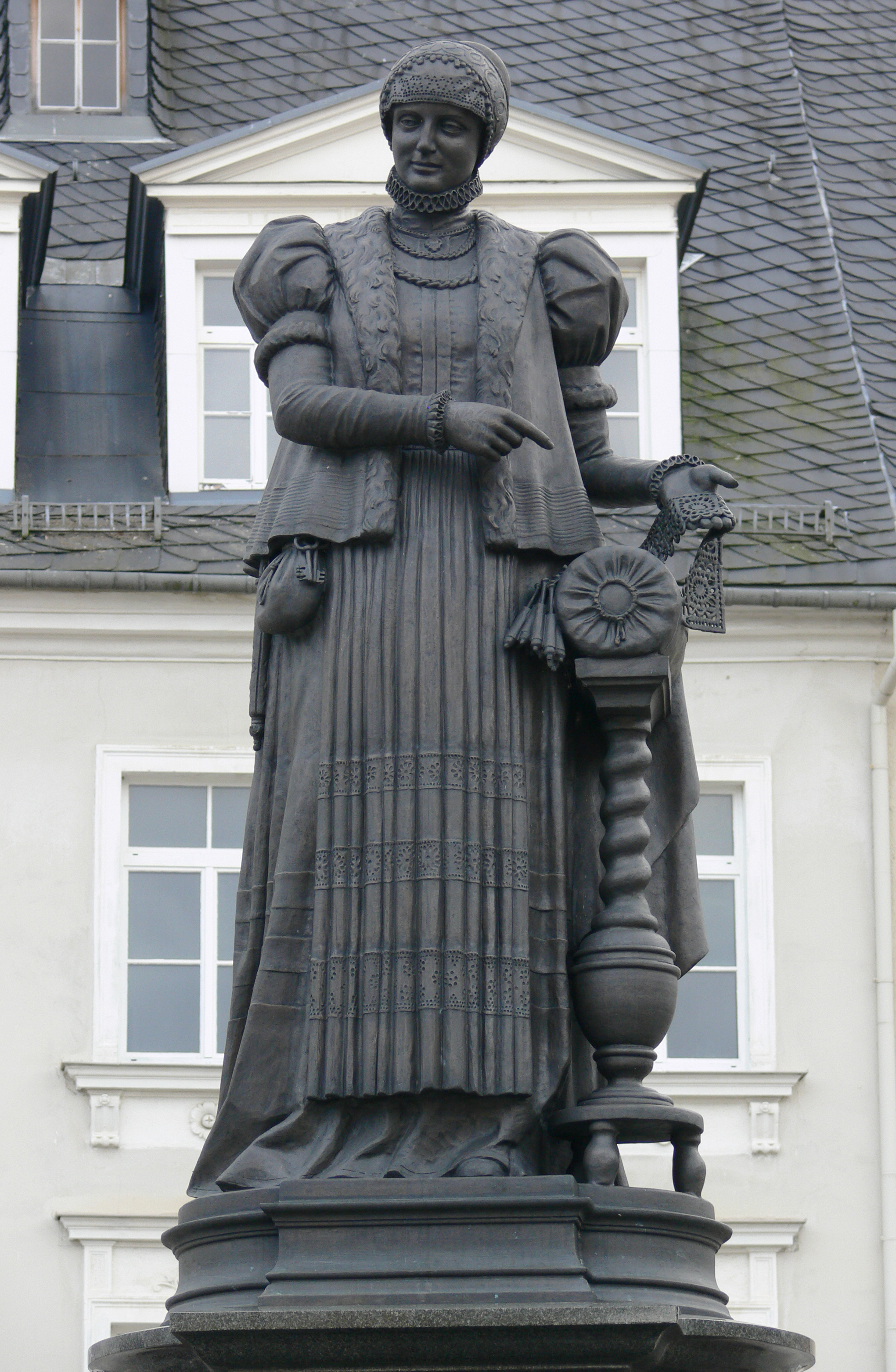
Nachdem ihr Ehemann Christoph Uthmann bereits drei Jahre nach Erwerb des Werkes 1553 gestorben war, gelangte das Hüttenwerk in den Besitz der Witwe Barbara Uthmann

Um 1550 erwarb Christoph Uthmann die Anlagen. Sein Vermögen legte er mit Erfolg in verschiedenen Zechen an und wurde so einer der kapitalkräftigsten Bergbauunternehmer in Annaberg. Er ließ sich vom Kurfürsten August ein Privileg ausstellen, nach dem ihm silberhaltiges Kupfer von allen Kupferzechen des Landes zu einem festen Preis geliefert werden musste – dies war eine gute Geschäftsgrundlage und jede Konkurrenz ausgeschlossen. Uthmann starb 1553 im Alter von 46 Jahren. Sein Erbe trat die 39-jährige Witwe Barbara mit ihren zwölf Kindern an, von denen sich Lucas, Paul, Jacob, Heinrich und Hans dem Saigerhandel widmeten. Tochter Barbara heiratete 1555 den Dresdner Münzmeister Hans Bienert. Nicht bekannt ist, ob sich Barbara Uthmann selbst um die Geschäfte kümmerte oder ob ihre Söhne Heinrich und Paul, ggf. auch ihr Schwiegersohn Hans Bienert, die Leitung übernahmen.
Am 19. Februar 1554 erlangte Barbara Uthmann mit ihren Kindern von den von Berbisdorfs die Belehnung des Grundstücks in Lehensnachfolge von Hans Leonhardt. Auch Sebastian von Weitmühl bestätigte den Lehensbrief für das böhmische Territorium. Der Kurfürst überließ ihr am 24. Juli 1554 den Kupferkauf für nur ein Jahr, was jedoch keine Sicherheit für eine planmäßige Bewirtschaftung gab. Am 22. August 1555 sicherte der Kurfürst auf Drängen Uthmanns eine Verlängerung um drei Jahre zu, allerdings mit der Einschränkung, dass sich der Preis nunmehr am Silbergehalt orientierte. Durch jährliche Reskripte regelte der Kurfürst den Preis für Silber und Kupfer. Nach Ablauf dieser Frist hatte der Kurfürst die ernsthafte Absicht, den Kupferkauf wieder an sich zu bringen – das Schmelzen der Metalle war ein einträgliches Gewerbe. Uthmann hingegen erreichte mit Bittgesuchen und plausiblen Begründungen, dass ihr am 1. August 1559 das Kupfermonopol auf acht Jahre überlassen wurde, da ihr Mann und sie den Bergbau „zum gemeinen Nutzen“ sehr gefördert hätten. Die weitere Überlassung des Monopols knüpfte der Kurfürst jedoch an die jährliche Zahlung von 5000 Gulden an die kurfürstliche Silberkammer.
In den 1560er Jahren entwickelte sich eine rege Bautätigkeit im Hüttengelände, dessen wesentlichste Gebäude in diesem Zeitraum errichtet wurden. Unter der Führung der Uthmanns wurde das Areal mit den wichtigsten Gebäuden mit einer hölzernen Umschrankung versehen, die später hölzernen Palisaden wich. Die Lange Hütte wurde 1562 als zentraler Produktionsstandort neu aufgebaut, worauf u. a. die Jahreszahl 1562 im Sandsteinportal an der Giebelseite hinwies. Das lässt erkennen, dass das vormalige Gebäude von 1537 bereits verschlissen gewesen sein muss. Ein weiterer Neubau war das Garhaus, womit die Raffinationsprozesse das Garens und Darrens des Kupfers aus der Langen Hütte ausgelagert werden konnten. Damit wurde begonnen, den gesamten Produktionsablauf auf verschiedene Gebäude zu verteilen. Weiterhin ließen sie das Neue Wohnhaus, die spätere Faktorei bzw. das Herrenhaus errichten, in dem die Familie wohnte.

### Bestehen und Betrieb als staatliches Hüttenwerk 1567–1873

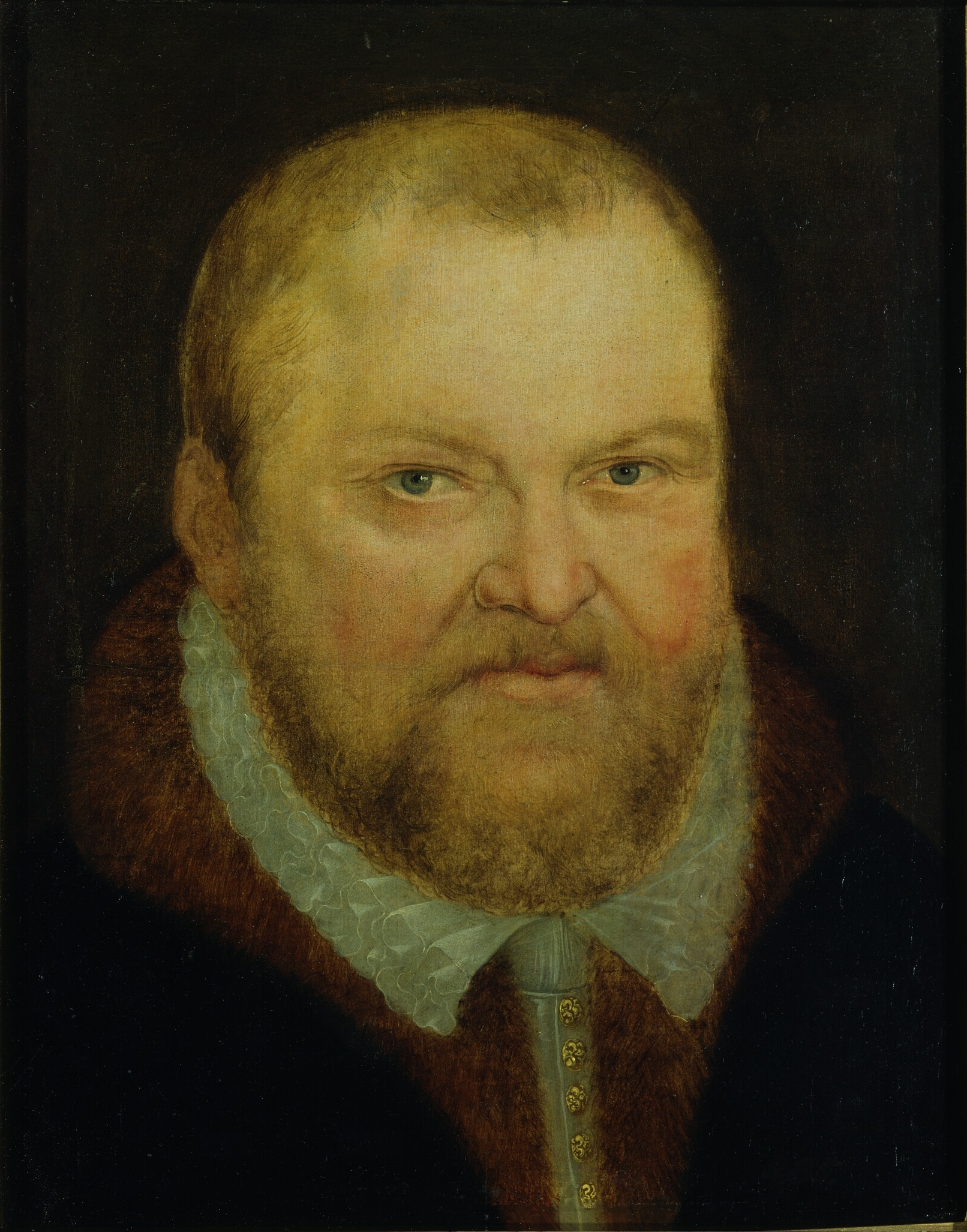
Wiederkehrende Beschwerden über das Kupfermonopol der Uthmanns nahm Kurfürst August zum Anlass, die Hütte dem Kurfürstentum einzuverleiben.

#### Erwerb durch das Kurfürstentum Sachsen
Wiederholte Beschwerden von Bergwerksbesitzern beim Kurfürsten über das Kupfermonopol der Saigerhütte kamen den wirtschaftlichen Interessen des Landesherrn entgegen, der das Privileg der Uthmanns von 1559 trotz deren Ansuchens nicht verlängerte. Diese waren deshalb gezwungen, die Anlagen dem Kurfürsten zum Kauf anzubieten, am 6. August 1567 wurde der Kaufvertrag geschlossen.
Nach Angaben des Historikers Hanns-Heinz Kasper zahlte der Kurfürst von den geforderten 13.665 Gulden unter Ausnutzung seiner Machtposition lediglich 8.000 Gulden für die Anlagen und 1680 Gulden, 16 Groschen und 11 Pfennige für die Metallbestände. Der Heimatforscher Bernd Lahl nennt unter Berufung auf den Originalkaufbrief eine demgegenüber abweichende Kaufsumme von 13.239 Gulden, 5 Groschen und 5 Pfennigen für Anlagen und Bestände.
Mit dem Kauf sicherte sich das Kurfürstentum als Hütteneigentümer die bedeutenden Einnahmen aus der Silbergewinnung durch das Saigerverfahren für die Staatskasse.

#### Kurfürstliche Verwaltungsstrukturen
Nunmehr in staatlichem Eigentum, wurde das Hüttenwerk dem Bergamt Annaberg angegliedert und später direkt dem Oberbergamt unterstellt. Ein von der Knappschaft der Hüttenarbeiter aufgestelltes Gesuch für den Erhalt der von der Familie Uthmann gewährten Arbeits- und Lebensbedingungen wurde zur Grundlage der ersten kurfürstlichen Arbeitsordnung. Die Leitung der Hütte wurde einem Faktor übertragen, die Oberaufsicht erhielt in den ersten zwei Jahrzehnten der Zehntner des Bergamtes Annaberg.
Gemäß der kurfürstlichen Arbeitsordnung hatte sich der Hüttenfaktor insbesondere um die Aufgabenbereiche Verwaltung, Ökonomie und Produktion zu kümmern.
Monatlich hatte er einen Situationsbericht zu erstellen, Gebäude in baulichem Zustand zu erhalten, Bedienten Stuben und Kammern zuzuweisen und auch darauf zu achten, dass sie diese samt Inventar auf ihre Kosten unterhielten.
Er erhielt weiterhin die Aufsicht über die Buchhaltung, wozu er auf seine Kosten einen Schreiber oder Buchhalter einstellen konnte. Die Buchhaltung bezog sich auf Geldbewegungen sowie die Entwicklung der Bestände und des Inventars. Von ihm angewiesen wurden die Bezahlung von Löhnen, Material, Transporten und Lagerung der Vorräte. In seiner Aufsichtsfunktion war es ihm nur mit Genehmigung der Bergbehörde gestattet, das Werk für längere Zeit zu verlassen.
Ferner war sein technisches Wissen über die Produktion gefordert. Dazu gehörten das Probieren der Erze und Metalle und das Bestimmen der Zuschläge und Mengen für die Schmelzprozesse. Er hatte den Aufkauf des Schwarzkupfers in den einzelnen Bergrevieren und den Transport nach Grünthal zu organisieren – dies galt auch für Blei aus Freiberg. Die Metalle waren sicher zu verwahren und Vorräte an Holz, Kohle, Asche u. a. Betriebsmitteln anzulegen, um eine möglichst kontinuierliche Produktion zu erreichen. Geschmolzenes Garkupfer und Silber war in den ersten Jahren an den Zehntner nach Annaberg zu liefern, bzw. an vorgegebene Empfänger zu versenden.
Bei weitem höher als die Arbeitsordnung besagt, war die gesellschaftliche Stellung des Hüttenfaktors im Territorium der Saigerhütte und im Bergstaat. Die den zuvor privaten Eigentümern erteilten Privilegien gingen auf ihn über. Er war Gerichtsherr gegenüber allen Bewohnern und Besuchern im Territorium, ferner stand ihm das Patronat über Kirche und Schule zu. Er war Vertreter der Obrigkeit sowohl für das Werk als auch für das Gemeindegebiet.
Die Stellung im sächsischen Staat war dem des Bergmeisters vergleichbar, wenn auch der erste Faktor noch dem Bergamt Annaberg unterstellt war. Auch die Entlohnung des Faktors entsprach dem eines Bergmeisters. Sein Leben unterschied sich erheblich von den Bewohnern im Territorium. Er lebte zwar in Werksmitte, der Faktorei, in der Lebenshaltung konnte er hingegen mit dem Adel mithalten.

#### Zwischenzeitliche Stilllegung und Wiederinbetriebnahme

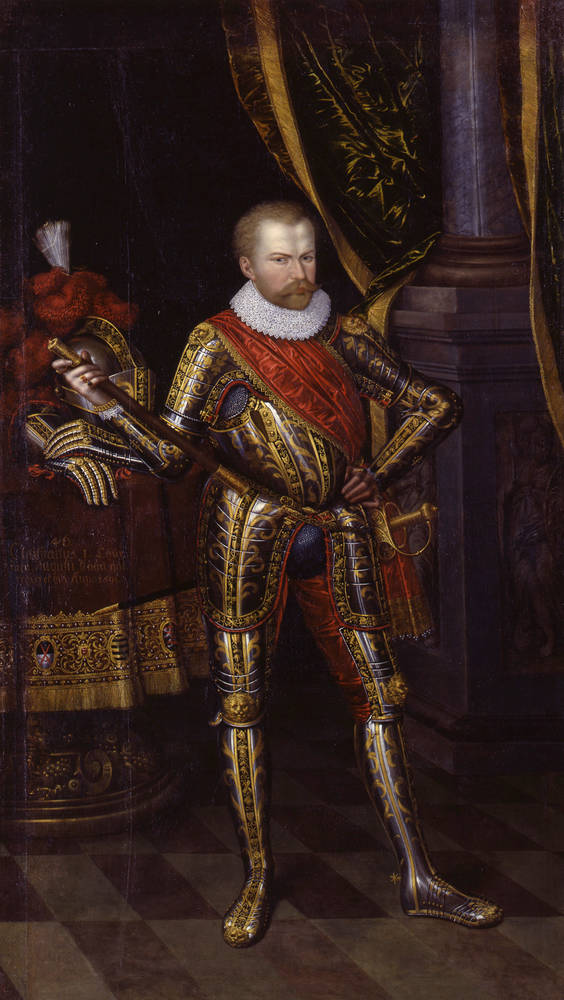
Kurfürst Christian I. verdankt das Werk seinen Fortbestand nach 1587, nachdem sein Vorgänger August es vier Jahre zuvor stilllegen ließ.

Ein Schwerpunkt der Regierungsaktivität des neuen Kurfürsten August von Sachsen war eine aktive Wirtschaftspolitik. Die größte Aufmerksamkeit widmete er dem Bergbau und Hüttenwesen, die er als wichtige Grundlagen der politischen Macht des wettinischen Herrscherhauses sah.
Der Kurfürst hatte eine persönliche Vorliebe für hüttenmännische und handwerkliche Arbeiten. Bei Regierungsantritt ließ er sich ein Schmelzhaus zu Vorführzwecken neuer Techniken bauen, um diese ggf. im Lande zu verbreiten. Er erwartete hiervon eine höhere Ausbeute sowie einen sinkenden Rohstoffeinsatz, was letztendlich die Staatseinnahmen verbessern sollte. Auf Anordnung des Kurfürsten wurde 1583 an der Weißeritz bei Dresden die Neue Hütte (eine Saigerhütte) errichtet. Die Stilllegung der Saigerhütte Grünthal wurde beschlossen, die Arbeiter sollten am neuen Standort weiterbeschäftigt werden, der 1579 nach Grünthal berufene Faktor Paul Uthmann übernahm die Leitung der Neuen Hütte. Nach dem Tod seines Vaters revidierte der Sohn und neue Kurfürst Christian I. diese Entscheidung – ihm behagten die mit dem Hüttenwerk einhergehenden Belästigungen nicht. Er beauftragte den Amtmann von Lauterstein, Hans Heintze, mit der Prüfung einer Wiederingangsetzung der Grünthaler Saigerhütte. Heintzes diesbezügliche Vorschläge wurden akzeptiert, er wurde 1586 zum Faktor der Hütte berufen. Der Neubeginn war mit umfangreichen Rekonstruktionsarbeiten der Anlagen mit teilweisen Um- und Neubauten verbunden. Ab 1587 lief die Produktion wieder an. Die Dresdner Vorräte an Schwarzkupfer wurden nach Grünthal überführt und verarbeitet.
Von Bedeutung sind die zur Aufrechterhaltung des Monopols erlassenen Ordnungen, so die Grünthaler Saigerhüttenordnung vom 8. Februar 1612, das Grünthaler Saigerhütten-Erzkaufpatent vom 3. Juni 1619 sowie weitere Regelungen „wider die im Lande umherfahrenden Störer und Hausirhändler mit Kupfer“, z. B. die Patente vom 26. Januar 1613 und vom 10. August 1611.

#### Während des Dreißigjährigen Krieges
Die ersten Kriegsjahre führten zu keinen unmittelbaren Schäden an den Anlagen, wirkten jedoch auf die Produktion und die Lage der Hüttenarbeiter ein. Auch hatte der allgemeine wirtschaftliche Niedergang zum Beginn des 17. Jahrhunderts Kursachsen erfasst. Silberimporte aus Übersee beeinflussten den sächsischen Erzbergbau schwer; hinzu kam, dass die ergiebigen Lagerstätten in den Bergstädten aufgebraucht waren. Lieferten die sächsischen Bergreviere 1568/78 noch etwa 40 Prozent des Schwarzkupferbedarfs der Saigerhütte, sank dieser Anteil bis 1618 auf lediglich 9 Prozent. Der sächsische Bergbau lieferte 1626 nicht einmal mehr 35 Zentner (rd. 1799 kg) nach Grünthal.

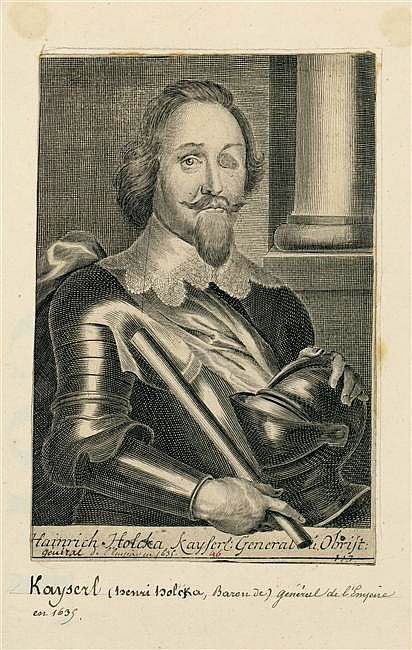
Anfang September 1632 nahmen Truppen unter General Heinrich von Holk die Saigerhütte ein. Die geflohenen Arbeiter konnten erst Ende November des Jahres zurückkehren.

Der Kurfürst hatte 1610 ein Privileg verkündet, das die Weiterverarbeitung auf Halde gestürzter Schlacken ohne Abgaben erlaubt und förderte. Der damalige Hüttenfaktor Michael Rothe erkannte den darin liegenden Vorteil für die Saigerhütte und setzte durch, dass dieses Privileg der Hütte im Jahr 1619 zugesprochen wurde.
Während der Kipper- und Wipperzeit wurde 1621 im Althammer die Münzstätte Grünthal als Filiale der Münzstätte Dresden eingerichtet. Nach Ende der Kipperzeit und der Rückkehr zur Reichsmünzordnung erfolgte 1623 die Schließung der Kippermünzstätte. Die Verarbeitung von entwerteten Münzen brachte der Hütte und damit dem Kurfürsten hohen Gewinn. Die Saigerhüttenknappschaft gab 1625 einen Pokal in Auftrag, der für die hohe Summe von 104 Talern gefertigt wurde.
Nach dem Tod seines Vaters übernahm 1623 August Rothe die Stelle des Faktors. Er bemühte sich, vom Kurfürsten das Privileg zur Errichtung einer Drahthütte an der Natzschung zu erhalten, was ihm am 26. Juni 1626 schließlich gelang. Um diese Drahthütte entwickelte sich die Exulantensiedlung Rothenthal.
Die Kriegssituation verschärfte sich 1632. Auf kurfürstlichen Befehl wurde jeder zehnte Mann aus den benachbarten Ämtern, Rittergütern und Städten mobilisiert und zur Bewachung der Hütte sowie der unmittelbar dahinterliegenden Grenze beordert. Die Verpflichteten zeigten für den Kriegsdienst jedoch wenig Bereitschaft – einzelne Kontingente erschienen überhaupt nicht, andere verließen die Stellung aus Mangel an Kost und Besoldung. Anfang September erreichte General Heinrich von Holk mit 5500 Mann die Saigerhütte und nahm sie ohne Gegenwehr ein. Die Arbeiter waren in die Wälder geflohen, der Faktor hatte sich mit seiner Familie nach Freiberg in Sicherheit gebracht. Erst Ende November konnten die Arbeiter zurückkehren. Im Jahr 1643 hatten schwedische Truppen erneut große Teile Sachsens besetzt und die Saigerhütte wurde mehrfach um Schutzgeld erpresst. Am 3. Januar 1646 überfielen 300 schwedische Reiter von Böhmen kommend die Saigerhütte. Am 5. Januar 1646 kamen erneut 500 schwedische Reiter. Zwölf Tage plünderten sie hier und in Olbernhau, dabei brannten sie Torhaus, Schulhaus und Zimmerhaus nieder. Nachdem die Truppen abgezogen waren, kehrte der Faktor Rothe nach Grünthal zurück und machte sich daran, die Hütte so schnell wie möglich wieder in Betrieb zu setzen. Auch setzte er durch, dass hölzerne Palisaden zum Schutz vor weiteren Überfällen errichtet wurden. Bis zum Friedensschluss 1648 werden keine weiteren Schäden berichtet.

#### Nach dem Dreißigjährigen Krieg

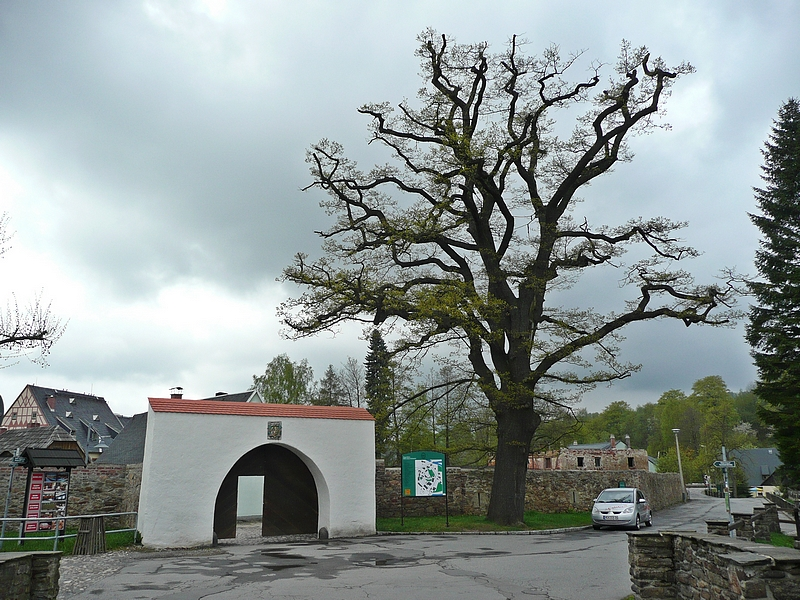
Oberes Tor in der 1656 zum Schutz vor zukünftigen Kriegseinwirkungen errichteten Ringmauer

Die Überfälle schwedischer Truppen hatten die Anlagen schwer in Mitleidenschaft gezogen. Die Gebäude waren mit dem Wiederaufbau von Torhaus, Schule und Zimmerhaus 1651 wieder hergerichtet, doch Fachkräfte fehlten; erst 1654 stellte sich wieder eine Nachfrage nach Garkupfer ein. Der erzgebirgische Erzbergbau erholte sich mit Ausnahme des Freiberger Reviers nach Kriegsende nicht mehr. Mit Sondervergünstigungen wurde versucht, Anreize für die Wiederinbetriebnahme der Gruben zu schaffen. Diese Vergünstigungen bezogen sich auch auf die Saigerhütte, um deren Produktionskapazitäten auszulasten. Allerdings gelang das Ansinnen überwiegend nicht. Zur Befestigung sowie zum Schutz der Bewohner und Anlagen wurde 1656 eine steinerne Ringmauer samt Toren errichtet.
Die Hammerwerke erreichten 1651 lediglich eine Auslastung von 60 Prozent. Im Jahr 1656 ersuchte die Saigerhütte mittels Antrags beim Kurfürsten die Schließung anderer Kupferhämmer im Lande, um die Rentabilität zu verbessern. Die drei Hammerwerke hatten eine Kapazität von insgesamt 21 Zentnern (rd. 1079 kg) Garkupfer pro Woche. Dem Hammer in Wilkau wurde 1665 die Kupferverarbeitung untersagt, im gleichen Jahr kaufte der Staat den Hammer in Dresden vor dem Wilsdruffer Tor und übergab ihn in die Verwaltung der Saigerhütte.
Eine bedeutende Veränderung trat 1669 im Einkauf von Schwarzkupfer ein. Nach Ende des Krieges war fast ausschließlich Schwarzkupfer aus dem Freiberger Revier verarbeitet worden, nunmehr wurden umfangreiche Lieferungen aus dem Mansfelder Land übernommen. Diese machten teilweise bis zu 40 Prozent der angelieferten Menge aus.
Im Zeitraum von 1648 bis 1693 stellte sich in der Produktion wieder Kontinuität ein, eine volle Auslastung der Anlagen blieb dagegen unerreicht.

#### Bestehen und Betrieb bis 1763
Mit der Übernahme der Regierung durch Kurfürst August den Starken 1694 änderte sich die Politik des Kurfürstentums grundlegend. In dieser Phase wurde 1701 über eine private Verpachtung der Saigerhütte nachgedacht. In die diesbezüglichen Verhandlungen schaltete sich der Oberberghauptmann Abraham von Schönberg ein. In einem ausführlichen Gutachten kam dieser zu dem Schluss, dass die vorgesehene Verpachtung letztlich nachteilig für den Staat sei. Der Kurfürst verliere das Recht, auf Produktions- und Preispolitik Einfluss zu nehmen. Der Schaden für den Bergbau sei beträchtlich und zerstöre althergebrachte Regalrechte. Die Gewinne des Pächters dagegen seien hoch und entgingen dem Staat. Der Kurfürst ließ 1710 die staatlichen Hüttenwerke in der Generalschmelzadministration zusammenfassen – Grünthal sowie die staatlichen Blaufarbenwerke blieben hiervon unberührt. Hauptlieferant für Schwarzkupfer und Blei wurde fortan die Generalschmelzadministration. Einerseits sicherten die staatlichen Befehle eine kontinuierliche Rohstoffzufuhr, andererseits wurden die Preise diktiert und die Abgabepreise für Lieferungen an staatliche Einrichtungen lagen mitunter unter den Selbstkosten, was die Wirtschaftlichkeit beeinträchtigte.

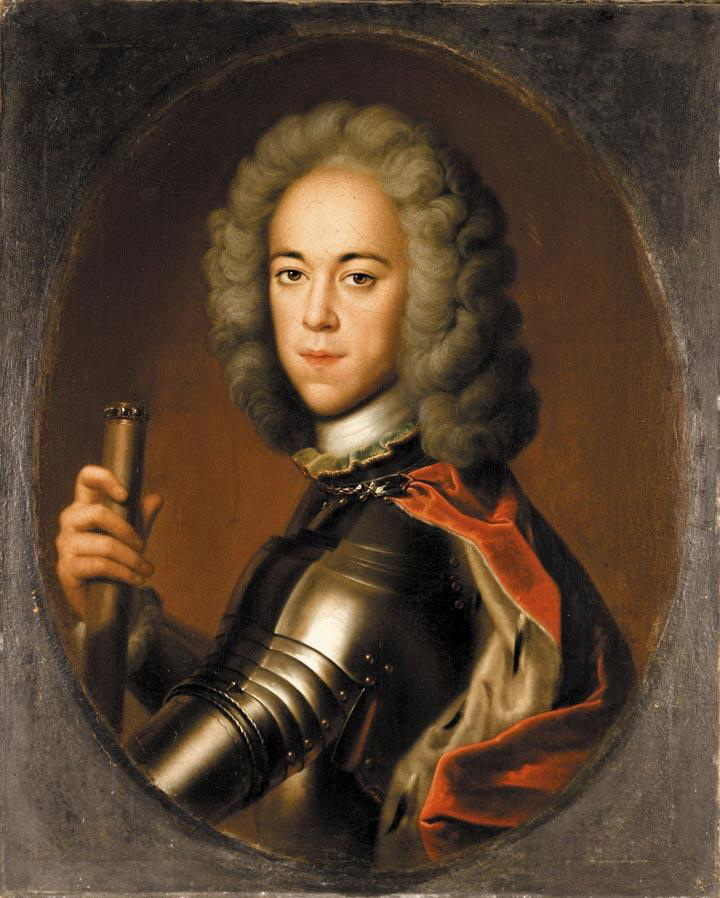
Am 10. Juli 1710 besuchte Alexei von Russland, Sohn des russischen Zaren, die Grünthaler Anlagen, um das Saigerverfahren zu beobachten.

Im Juli 1710 reiste der Sohn des russischen Zaren, Alexei, in Vorbereitung einer Kur seines Vaters nach Karlsbad. Dabei besuchte er am 10. Juli die Grünthaler Anlagen, um das Saigerverfahren zu Silberscheidung aus Kupfererzen zu beobachten. a In den beiden Schlesischen Kriegen blieb die Saigerhütte zwar frei von Kriegsschäden, jedoch zogen Einquartierungen sächsischer Truppen zu Beginn des Jahres 1741 sowie Streifzüge ungarischer Husaren und Panduren Belastungen nach sich. Die Hütte wurde 1741 angewiesen, Tombak zu schlagen, um daraus Münzen zur Bezahlung in Polen stehender, sächsischer Regimenter zu prägen. Diese erhielten die Bezeichnung Grenadier-Münzen. Ebenso lebte in dieser Zeit die Münzstätte Grünthal wieder auf und eine zweite Prägeperiode begann.
Während des Siebenjährigen Krieges standen die Anlagen still, da die preußische Besatzungsmacht die Materialtransporte erheblich behinderte und nur bei eigenem Bedarf Ausnahmen machte. Bei einem Überfall preußischer Militärs im Februar 1757 blieben Anlagen und Metallvorräte unberührt. Ein Jahr später jedoch, am 7. Februar 1758, transportierten österreichische Husaren und Kroaten 293 Zentner Kupfer nach Prag ab. Nach Kriegsende wurde die Requirierung mit 3203 Talern entschädigt.
Der Faktor Carl Friedrich Rothe schied 1741 nach einem Streit mit dem Oberbergamt aus der Saigerhütte aus, womit die über 120-jährige Leitungs- und Verwaltungstradition durch dieses Geschlecht endete. Gegenüber den staatlichen und privaten Hammerwerken verfolgte der Kurfürst eine unterschiedliche Politik. Die herausragende Stellung von Grünthal auf dem Sektor der Buntmetallurgie sollte gewahrt und überdies ausgebaut werden. In den Jahren 1729/30 musste zeitweise von 2 Uhr nachts bis 6 Uhr abends in den Hämmern gearbeitet werden, um die Aufträge abzuarbeiten. Daraufhin wurde 1732 der Großhammer unterhalb der Saigerhütte auf einem Gelände rechtsseitig der Flöha errichtet. Der von der Saigerhütte verpachtete Kupferhammer an der Weißeritz wurde 1700 veräußert. Ihm wurde neben dem Bezug Grünthaler Garkupfers gestattet, Altkupfer von Kupferschmieden anzunehmen und zu verarbeiten. Neben diesem arbeitete seit 1755 ein Kupferhammer bei Bautzen, ein weiterer arbeitete ab 1776 in Neustadt an der Orla. Bereits 1713 erhielt Christian Mäder eine Konzession zum Bau eines Hammerwerkes in Brüderwiese. Ihm wurde jedoch untersagt, Kupfer in seinem neuen Hammer zu verarbeiten. Sein weiterer Antrag, an der Schweinitz einen neuen Kupferhammer zu errichten, lehnten 1717 die Behörden des Landes ab.
Für den Zeitraum 1694 bis 1763 ist insgesamt gesehen eine Stärkung der Position der Saigerhütte innerhalb Sachsens auszumachen, die sich insbesondere auf den Aufbau des verarbeitenden Sektors bezog. Dagegen war im gleichen Zeitraum die Gewinnung von Silber und Garkupfer rückläufig, jedoch waren die Einnahmen aus Kupfergewinnung und -verarbeitung gestiegen, was letztlich jedoch auf Preissteigerungen beruhte. Die ökonomische Bedeutung für den sächsischen Staatshaushalt ging dabei zurück. Um die Mitte des Jahrhunderts gehörte Grünthal zu den führenden Betrieben der Kupfermetallurgie. Dies spiegelt sich auch in den wichtigsten Publikationen zur Metallurgie seinerzeit wider, die Beispiele aus Grünthal anführen.

#### Wirtschaftliche Krisenzeiten nach 1763
Ab 1764/65 begann eine schwere Krise. Leipziger und Zwickauer Kupferschmiede kauften ihr Kupfer der günstigeren Preise wegen in Saalfeld, Gräfenthal und aus Schönberg. Die Hüttenleitung senkte daraufhin die Preise um 12,5 Prozent und erwog gleichzeitig, die Anzahl der Kupferhämmer zu vergrößern, um das Sortiment zu verbreitern. Jedoch waren die Absatzmöglichkeiten zu unsicher und die Bauten unterblieben. Mit personellen Veränderungen wurde versucht, dem Niedergang entgegenzuwirken. Oberhüttenvorsteher Mätzel aus Freiberg wurde als Faktor eingesetzt und als Anrichter Friedrich August Boese aus Hettstedt gewonnen, der sich mit vielen Initiativen um die Verbesserung der Saigerarbeiten nach Mansfelder Erkenntnissen sowie um die Verbesserung der vorhandenen Saiger-, Darr-, Gar- und Treibeöfen bemühte. Schwere Hochwässer von 1771 verstärkten den Niedergang: Am 3. und 4. Juni und danach am 22., 23. und 28. Juni 1771 ereigneten sich die schwersten Schäden in der Werksgeschichte, nachdem die Anlagen bereits in den Jahren 1723, 1748 und 1750 in Mitleidenschaft gezogen worden waren. Beide Flüsse traten nach mehrtägigem Regen über die Ufer. Mannshoch staute sich das Wasser in den Hämmern. Die Flöhabrücke wurde teilweise fortgerissen. Die Beseitigung der angerichteten Schäden dauerte mehrere Jahre und kostete an die 900 Taler.
Im Jahr 1774 war der Kupferabsatz quasi völlig zum Erliegen gekommen. Beamte und Schmiede wurden auf Dienstreisen geschickt, um Produktion und Preise in anderen Hammerwerken zu erkunden und auf neue Produktionsverfahren zu achten. In dieser Situation schlug das Oberbergamt deshalb 1777 vor, die Saigerung in Grünthal einzustellen und nach Freiberg zu verlegen. Mit ausführlich dargelegten Lösungsvorschlägen zum Weiterbetrieb gelang es dem damaligen Faktor, diese Variante zu umgehen.
Im Verlauf des Bayerischen Erbfolgekrieges erlitt das Werk schweren Schaden. Am 20. September 1778 rückten österreichische Truppen nach einem Gefecht bei Marienberg über Rübenau auf die Saigerhütte vor, besetzten sie mit 300 Mann, forderten Geld und die Auslieferung der Metallvorräte. Beides war vorher in Sicherheit gebracht worden, weshalb die Besatzer Öfen demolierten und an mehreren Stellen Feuer legten. Nach einer Stunde zogen die Österreicher ab und die Löscharbeiten begannen. Es dauerte Jahre, bis sich das Werk von den Kriegsschäden einigermaßen erholt hatte.
Mit dem Bau des ersten Amalgierwerkes in Halsbrücke 1790 ging fortan ein erheblicher Teil der silberhaltigen Erze durch die Generalschmelzadministration eben dorthin. Das Saigerverfahren blieb jedoch weiterhin die Grundlage des Schmelzprozesses, gleichwohl andere Verfahren seinerzeit bereits produktiver waren.

#### Im 19. Jahrhundert

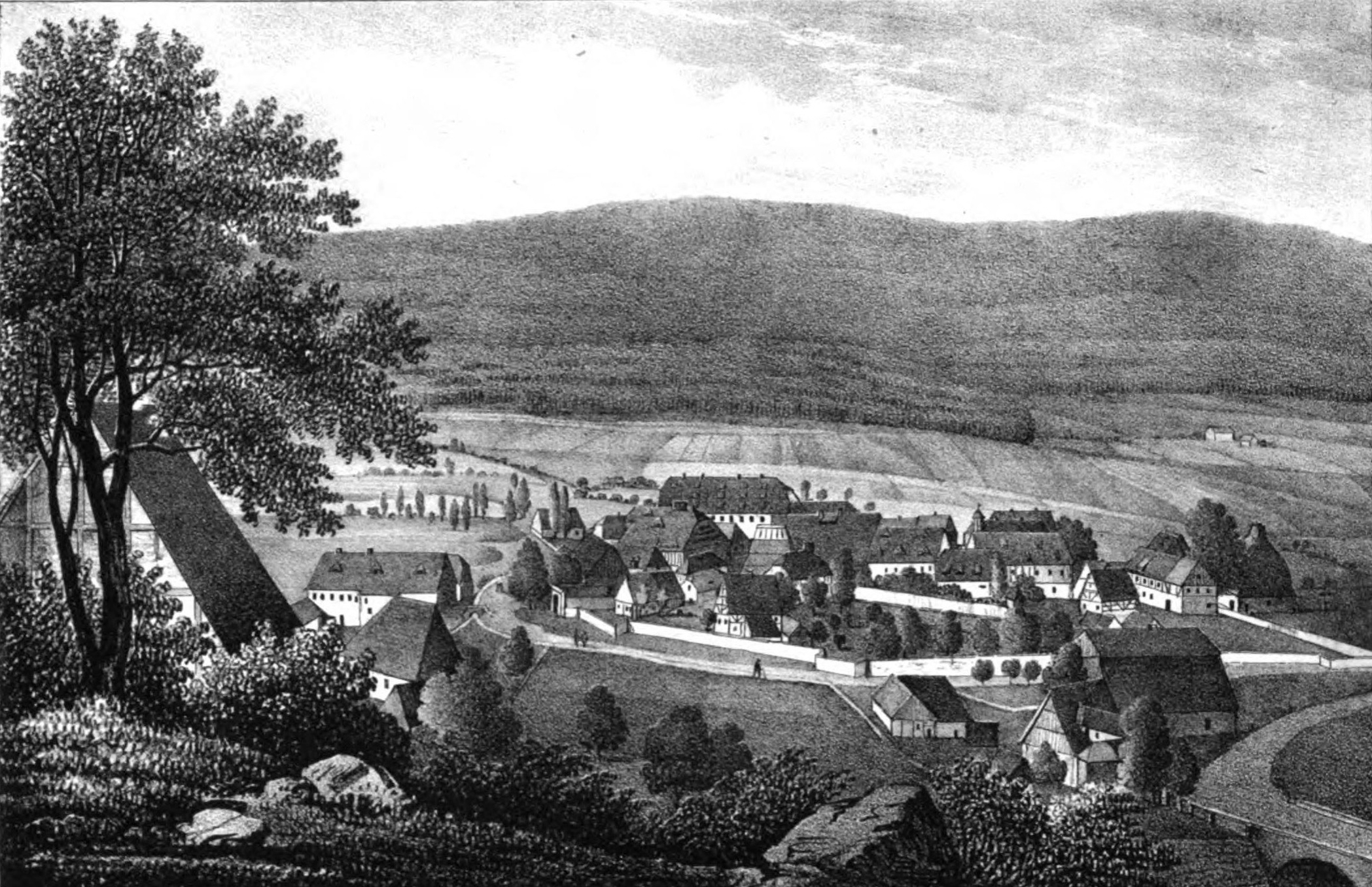
Lithografie der Anlagen um 1836, Blick aus Richtung Oberneuschönberg

Bis 1802 waren die Zaine zur Produktion der Kupfermünzen für das Kurfürstentum Sachsen von Grünthal nach Dresden geliefert worden. Die erheblichen Transportkosten hatten zur Folge, nicht nur das Walzen der Kupferplatten in der Saigerhütte durchzuführen, sondern die Münzprägung selbst. Sehr gute Ergebnisse bei den Probeprägungen führten dazu, dass 1804 die gesamte Kupferausmünzung der Dresdner Münze nach Grünthal verlegt wurde. Die Pfennigmünze Grünthal musste 1825 aus technischen Gründen ihren Betrieb einstellen.
Nach der Niederlage Preußens in der Doppelschlacht bei Jena und Auerstedt trat Sachsen auf die Seite des Rheinbundes, was der Eroberer mit der Königswürde für Sachsens Herrscher honorierte. Ab 1807 führte das Werk daher den Namen Königlich-Sächsische Saigerhütte. Begünstigt durch die von Napoleon Bonaparte verhängte Kontinentalsperre wurde die Einfuhr englischer Konkurrenzprodukte unterbunden, was die Bergbauproduktion Sachsens ansteigen ließ; auch die Saigerhütte profitierte davon.
Seit etwa 1800 hatte der Rohstoff Kupfer gegenüber dem wachsenden Einsatz von Eisen an Bedeutung verloren. Grünthal arbeitete zwar fortwährend an der Verbesserung der Technologien, dagegen blieb der Grundprozess des Ausschmelzens von Metallen durch unterschiedliche Temperaturstufen identisch. Ebenso blieb die Weiterverarbeitung in den Hämmern noch lange unverändert. Mit den Walzwerken des Messingwerkes in Niederauerbach wurden 1817 und 1825 die ersten Walzwerke in Sachsen errichtet. Nachdem in Rothenburg ein Kupferwalzwerk in Betrieb gegangen war, wurde 1818 der Aufbau eines Walzwerkes erörtert. Zugleich wurde die Verlagerung des Saigerns nach Muldenhütten in Erwägung gezogen. Die Kostenanalyse ergab im Ergebnis keinen Vorteil. Der Saigerprozess wurde nicht verlagert und das Walzwerk – für einen ermittelten Kostenaufwand von 12.000 Reichstaler – nicht gebaut.
Auf die Wirtschaft wirkte der Übergang zum Dezimalsystem 1843 und die allmähliche Angleichung der Maße und Gewichte. Ab 1841 wurde der Reichstaler zur einheitlichen Währung.
Ab 1839 wurde dem Projekt eines Walzwerkes wieder nachgegangen, der Maschinendirektor Christian Friedrich Brendel trieb es 1841 voran. Nach zweitägiger Beratung vor Ort fiel am 13. Juli 1846 die Entscheidung für ein Walzwerk, das 1850 fertiggestellt wurde. Bemerkenswert ist, dass die Saigerhütte in der Lage war, den Neubau aus eigenen Mitteln zu finanzieren.
Um 1846/47 wurde das Saigern in Grünthal eingestellt – bereits seit Jahrzehnten war die Verarbeitung von silberhaltigem Schwarzkupfer rückläufig, Muldenhütten übernahm die Verarbeitung mittels des Extraktionsverfahrens. Andere Schmelzaktionen wie beispielsweise das Ausschmelzen von Schlacken zur Herstellung von Nickelspeise ließen die hüttenmäßige Produktion noch bis etwa 1856 zu.
Ab 1848 führte das Werk die Bezeichnung Königlich Sächsischer Kupferhammer Grünthal. Wegen finanzieller Schwierigkeiten der Generalschmelzadministration wurde 1850 das Saigern in Grünthal kurzzeitig wieder aufgenommen. Um wieder Zahlungsmittel zu erhalten, mussten rasch größere Materialbestände aufbereitet werden, wozu die stillgelegten Anlagen in Grünthal in der Lage waren. In eineinhalb Jahren waren die Bestände, wenngleich mit Verlust, verhüttet. Im ersten Quartal 1853 wurde letztmals in Grünthal gesaigert. Ersatzweise für das Saigern entwickelte sich ab 1853 die Kupferraffination. Das Garhaus wurde zu diesem Zweck umgebaut und mit einem Raffinierofen ausgestattet.
Gute Betriebsergebnisse des Walzwerkes und eine gestiegene Nachfrage zur Mitte des Jahrhunderts führten 1855 zu Erwägungen, ein zweites Walzwerk zu bauen. Am 20. Juli 1859 erfolgte die Übergabe des neuen Walzwerkes, die Anlagen lieferte die Maschinenfabrik Richard Hartmann aus Chemnitz. Mit den notwendigen Baumaßnahmen beliefen sich die Kosten auf 37.140 Reichstaler; abermals war die Hütte in der Lage, die Kosten selbst zu tragen. Mit Einführung der Walzwerktechnik wurden im Jahr durchschnittlich über 7422 Zentner (= 371,1 t) Rohmaterial verarbeitet – gegenüber der Leistung der Hämmer das Siebenfache.
Die neue Walztechnologie und die Kupferraffination ermöglichten eine Erweiterung des Sortiments. Das Grünthaler Werk gewann, gemessen an der Produktion, einen Anteil von mehr als fünf Prozent an der kupferverarbeitenden Industrie Deutschlands. Die Periode des Übergangs von Hammer- auf Walzwerktechnologie wurde von umfangreichen baulichen Veränderungen begleitet, wobei nicht Neu-, sondern Um- und Ausbauten im Mittelpunkt standen. Dies betraf neben weiteren Gebäuden die zentrale Saigerhütte, das Garhaus, das Treibehaus sowie die einzelnen Hämmer.
Bereits 1862 ließen der weiter wachsende Bedarf und eine steigende Zahl von Aufträgen den Gedanken für ein drittes Walzwerk aufkommen. Die Kalkulationen für den geplanten Neubau lagen 1864 vor, Kunstmeister Schwamkrug wurde mit detaillierten Berechnungen beauftragt. Allerdings wurde das Vorhaben angesichts der Privatisierungsüberlegungen ab 1864 zurückgestellt.
Am 5. März 1870 beschloss der Sächsische Landtag den Verkauf der Hüttenanlagen. Der Beschluss begründete sich in der Ansicht der Abgeordneten, dass sich der Staat von seinen Wirtschaftsunternehmen lossagen sollte: „Denn nicht allein, daß es volkswirtschaftlich nicht gerechtfertigt erscheint, wenn der Staat derartige industrielle Unternehmungen auf eigene Rechnung treibt, so ist auch finanziell geraten, diesen Verkauf zu genehmigen.“ – Am 14. Juni 1871 beauftragte der Landtag Oberbergrat Maximilian Edler von Planitz mit den Verkaufsverhandlungen.

### Verkauf des Werkes an Franz Adolph Lange 1873

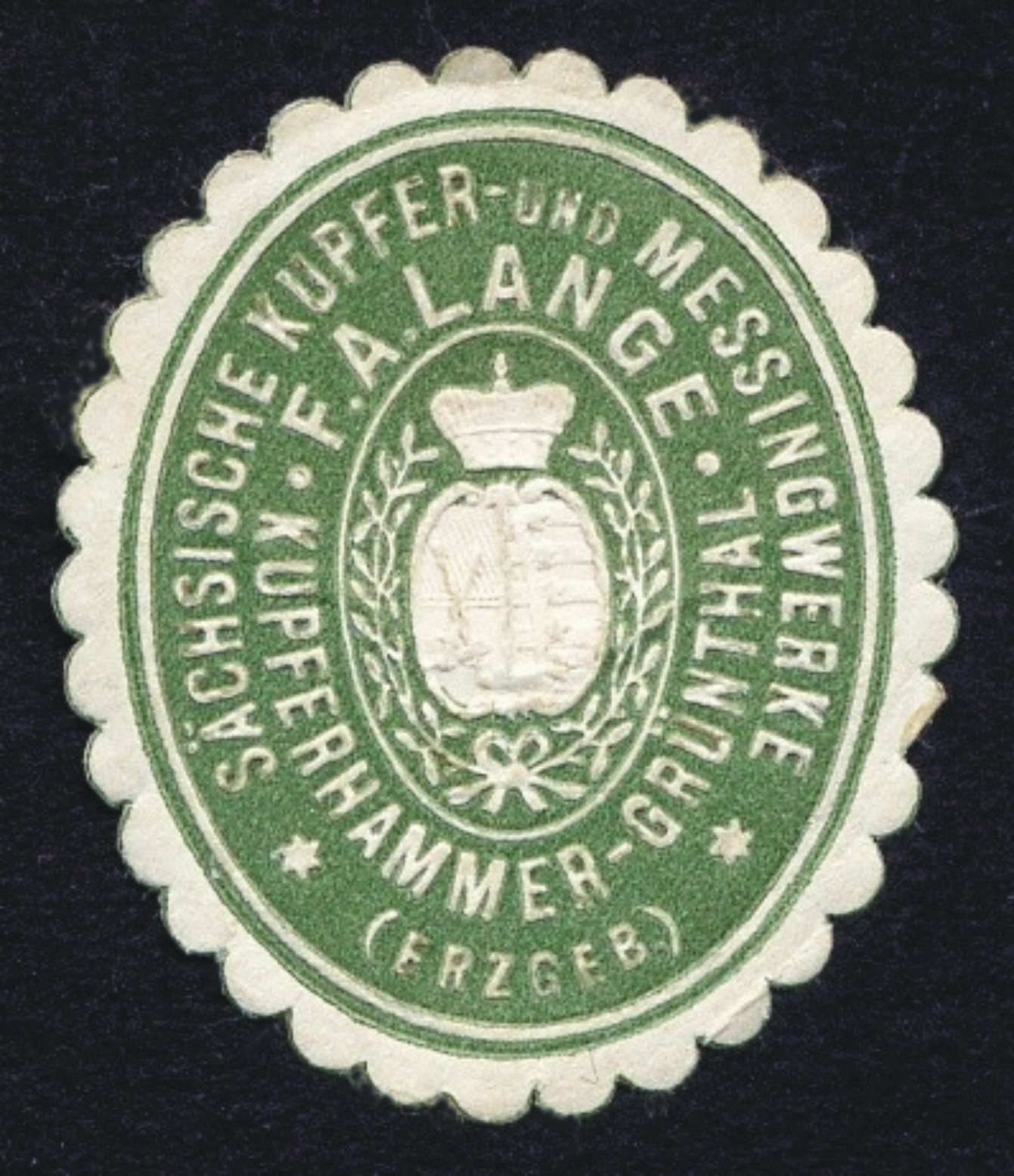
Siegelmarke des Werkes nach Reprivatisierung (um 1880)

#### Bestehen und Betrieb bis 1918
Auf die Ausschreibung des Finanzministeriums meldeten sich drei Interessenten. Für 135.000 Taler erhielt der in Aue tätige Unternehmer Franz Adolph Lange in einer Versteigerung am 14. Januar 1873 den Zuschlag. Gleichzeitig verpflichtete er sich, die bestehende Tradition des Werkes zu wahren und zu pflegen. Datiert auf den 1. April des Jahres 1873 teilt die Königlich-Sächsische Hammerverwaltung mit, dass das Werk mit Wirkung dieses Datums an Lange übergegangen ist, es trug fortan die Bezeichnung Sächsische Kupfer- und Messingwerke F. A. Lange in Kupferhammer-Grünthal.

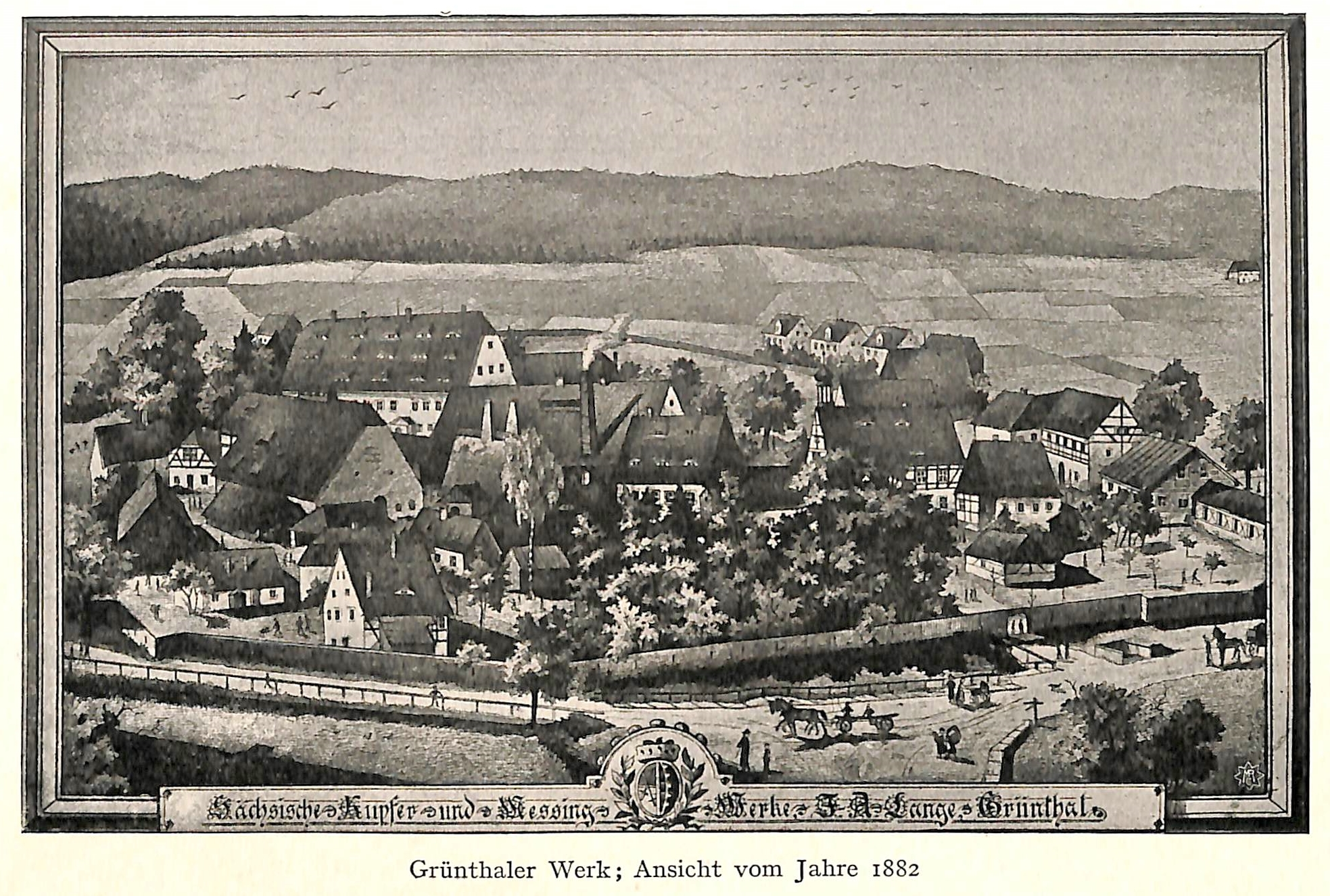
Ansicht des Betriebsgeländes im Jahr 1882

Die Zeit der im Herbst 1873 einsetzenden Gründerkrise nutzte Lange für Investitionen in die Erneuerung von Maschinen und Anlagen sowie die Einführung der Dampfkraft als Energielieferant. Des Weiteren kaufte er mehrere Grundstücke, um das Werk sukzessive erweitern zu können. Ein bedeutender Faktor für die weitere Entwicklung und Expansion des Werkes war die Eröffnung der Bahnstrecke Pockau–Olbernhau im Jahr 1875 und insbesondere die Eröffnung der nahegelegenen Station Grünthal mit der Weiterführung der Strecke bis Neuhausen im Jahr 1895. Dadurch wurden der Bezug von Rohstoffen sowie der Versand von Erzeugnissen erleichtert und beschleunigt. Die Zahl der Beschäftigten stieg von anfangs 60 auf 190 im Jahr 1883. Mit Beginn der 1880er Jahre schloss sich die Große Depression an die Gründerkrise an. Wieder nutzte Lange die Lage zur Erweiterung seines Unternehmens, indem er in Böhmisch Grünthal 1883 die ehemalige Schweinitzmühle ( ⊙) erwarb und hier ein Walzwerk und eine Drahtzieherei einrichtete.
Im Jahr 1895 war die Erweiterung des Grünthaler Werkes weitgehend abgeschlossen; die Zahl der Beschäftigten inklusive derer in Böhmisch Grünthal betrug etwa 800, der Umsatz belief sich 1884 auf 1,45 Mio. Mark (heute rd. 13.000.000 Euro). Im Jahr 1907 wurde zum Transport von Anthrazitkohle aus Böhmisch Grünthal eine drei Kilometer lange Luftseilbahn zur Bahnstation Grünthal errichtet, auch das Werk bezog den Brennstoff für seine Produktionsprozesse. Franz Adolph Lange zog sich 1885 aus dem Unternehmen zurück und überließ dieses seinem Sohn Gustav Albert Lange.
Durch Einberufung vieler Arbeiter zum Kriegsdienst im Ersten Weltkrieg verringerte sich die Zahl der Beschäftigten auf weniger als 500, die zivile Produktion wurde nahezu eingestellt. Schwierigkeiten bereitete u. a. die Versorgung der Belegschaft mit Nahrung. Nach Kriegsende zog die Unternehmensleitung Bilanz über die Entwicklung seit der Übernahme vom sächsischen Staat und kam zu dem Ergebnis, dass die Forschung und Entwicklung gegenüber den ökonomischen Ergebnissen vernachlässigt worden war. Im Vergleich mit Mitbewerbern war die Hütte diesbezüglich zurückgefallen.

#### Bestehen und Betrieb nach dem Ersten Weltkrieg bis 1931

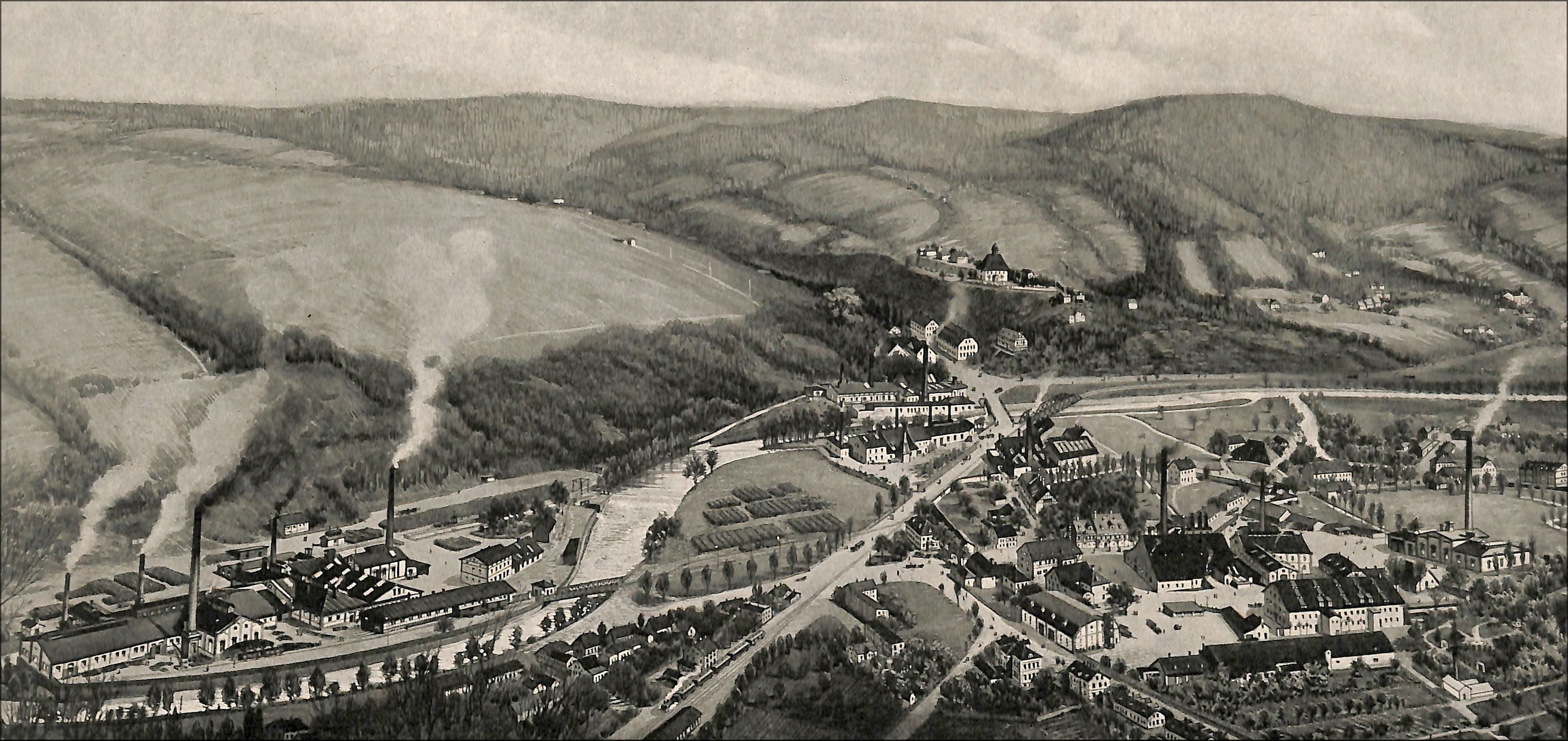
Übersicht über das Betriebsgelände samt den Anlagen rechtsseitig der Flöha (1913)

Zu folgenreichen Änderungen kam es in Grenznähe: Die Tschechoslowakei war als neuer Nachbarstaat entstanden. Das Werk dort wurde in die F. A. Lange GmbH Grünthal umgewandelt sowie eine Zweigniederlassung in Prag eingerichtet. Nach Kriegsende konzentrierten sich die Investitionen des Unternehmens vorerst auf die Walzwerke und deren Elektrifizierung.
Mit dem einsetzenden Aufschwung nach der Inflation von 1923 wurden mehrere Baumaßnahmen angegangen. Das Walzwerk I von 1849 wurde vollständig erneuert, neue Walzstraßen, Glühöfen und Generatoren beschafft. Am Neuhammer wurden 1925 bis 1928 ein Turbinenhaus und eine Trafostation angebaut. Im Jahr 1926 kam noch eine Schlosserei hinzu, die 1928 noch einmal erweitert wurde. Das Hammergerüst sowie die Schmiedeeinrichtung blieben bestehen; dieser Bereich des Gebäudes wurde jedoch nur als Reparaturwerkstatt genutzt. Die Weltwirtschaftskrise setzte den Erneuerungsmaßnahmen ein abruptes Ende. Zwischen 1919 und 1931 verringerte sich die Zahl der Beschäftigten auf 188, im Jahr 1924 waren es noch 965.
Verschiedene Maßnahmen zur Kostenreduktion, wie die Verwaltungszusammenlegung mit dem Werk in Auerhammer sowie die Bewilligung eines Darlehens durch die Stadt Olbernhau, führten nicht dazu, den wirtschaftlichen Niedergang aufzuhalten. Nach einem Millionenverlust beider Werke für das Bilanzjahr 1930 wurde mithilfe des sächsischen Wirtschaftsministeriums der Vergleich geschlossen, beide Werke zu liquidieren und in eine Aktiengesellschaft zu überführen. Am 2. Juli des Jahres 1931 wurde in Leipzig die F. A. Lange Metallwerke AG Aue gegründet, die beide Werke in Auerhammer und Grünthal beinhaltete.

#### Bestehen und Betrieb innerhalb der Aktiengesellschaft
Ab 1933 verbesserte sich mit Berufung eines neuen Betriebsdirektors und gewonnenen Rüstungsaufträgen die wirtschaftliche Situation des Werkes wieder. Jedoch wurden während der Weltwirtschaftskrise Investitionen in die Erneuerung von Bauten sowie den Maschinen- und Anlagenpark vernachlässigt, was sich negativ auf die nun steigende Produktion auswirkte. Insbesondere die Bauten im Komplex um die ehemalige Saigerhütte waren dahingehend betroffen. Die Probleme verstärkten sich durch die Zerstörungen eines starken Hochwassers am 3. und 4. Januar 1932: Der Althammer wurde verwüstet, ein Arbeiterhaus durch Eisgang teilweise fortgerissen. Im Jahr 1937 waren im Grünthaler Werk 32 Angestellte, 287 Arbeiter und 19 Lehrlinge angestellt. Zum Einsatz kamen 14 Walzgerüste, acht Flammöfen, zwei Fallhämmer, eine Dampfmaschine, sechs Turbinen und 110 Elektromotoren.
Im Jahr 1936 wurden Verhandlungen zum Verkauf der auf tschechoslowakischem Territorium gelegenen Schweinitzmühle geführt. Im Ergebnis ging der Betrieb am 1. Januar 1938 an die Tschechoslowakische Waffenfabrik AG mit Sitz in Brünn. Nach dem Münchner Abkommen vom 29. Oktober 1938 musste die ČSR bedeutende Gebietsteile abtreten, was wiederum die Verhältnisse der Schweinitzmühle betraf. Nach zwischenzeitlichem Stillstand wurde dort am 5. Oktober 1938 die Produktion mit 138 Beschäftigten wieder aufgenommen.

#### Zweiter Weltkrieg, Demontage und Überführung in Volkseigentum
Mit Übergang auf die Kriegswirtschaft trat die Fertigung von Gebrauchsgütern sukzessive in den Hintergrund. Im Jahr 1942 gingen zwei neue Bandwalzwerke in Betrieb. Von 1943 bis 1945 wurden trotz des Krieges Investitionen in Maschinen und Anlagen getätigt. Daran geknüpft waren erwartete Umsatzsteigerungen von 4,5 Mio. RM. Die Belegschaft erhöhte sich von 231 auf 307, in der Schweinitzmühle von 176 im Jahr 1942 auf 266 im folgenden Jahr.
Von Bombenschäden blieben die Stadt Olbernhau, die Werksanlagen in Grünthal und die Schweinitzmühle verschont. Am 8. Mai 1945 rückte die Sowjetarmee in Olbernhau ein. Gemäß den Bestimmungen des Alliierten Kontrollrates wurden die Werke der F. A. Lange Metallwerke AG unter Sequester gestellt und anschließend demontiert. Das Werk in Schweinitzmühle – nunmehr wieder auf tschechoslowakischem Staatsgebiet – wurde liquidiert.
Die Geschichte der seit 1537 währenden Metallurgie am Standort Grünthal war damit jedoch nicht beendet. Im Jahr 1947 wurden mit den vorhandenen Werksanlagen die Sächsischen Blechwalzwerke Olbernhau, der spätere VEB Blechwalzwerk Olbernhau, gegründet.

## Erzeugnisse, Absatz und Kennzahlen 1537–1945

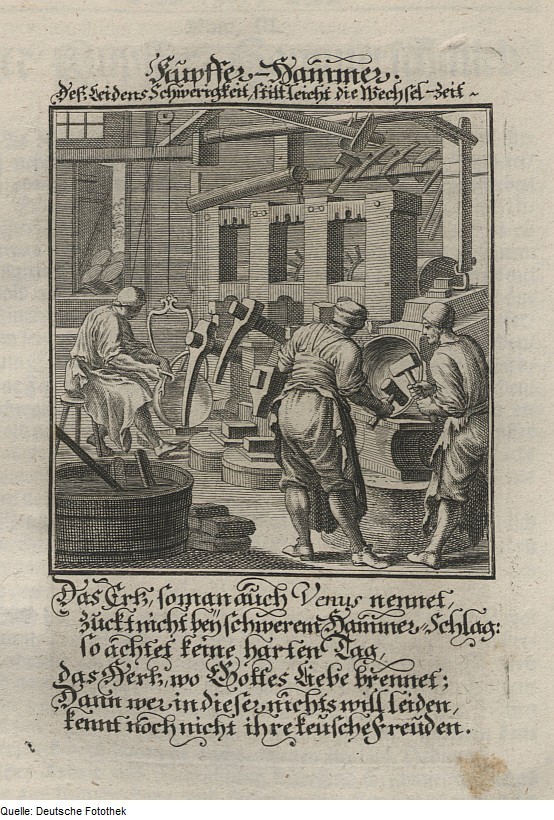
Darstellung von Schmieden an Hammergerüst und Amboss bei der Fertigung von Kesseln (1698)

### Allgemeine tendenzielle Entwicklung
Ursprünglich für das Ausschmelzen von Silber aus Schwarzkupfer errichtet, entwickelte sich das Werk in der Folgezeit zum Zentrum der Kupferverarbeitung im Kurfürstentum Sachsen. Ab der zweiten Hälfte des 18. Jahrhunderts verlagerte sich das Produktionsprofil schwerpunktmäßig hin zur Verarbeitung von Kupfer zu Vorprodukten und Fertigerzeugnissen.

### Erzeugnisse und Kennzahlen
Bis zum Jahr 1568 sind keine Produktionszahlen bekannt. Von 1568 bis 1578 wurden 35.872 Mark (rd. 8398 kg) Silber aus Schwarzkupfer gewonnen; im Zeitraum von 1566 bis 1578 produzierte das Unternehmen 18.039 Ztr. (rd. 927 t) Garkupfer. Für den Zeitraum ab 1586 – Wiederinbetriebnahme nach zwischenzeitlicher Stilllegung – liefern die erhaltenen Rechnungsbücher exakte Angaben zur Produktion.
Die Silberproduktion war mit Beginn des 17. Jahrhunderts rückläufig und sank im Dreißigjährigen Krieg enorm. Neben der Gewinnung aus Schwarzkupfer wurde auch Altkupfer der zur Ablieferung verpflichteten Kupferschmiede des Landes zur Produktion von Garkupfer herangezogen. Mit Beginn dieser Eingänge gewann Altkupfer zunehmend an Bedeutung für die Produktion. Geliefert wurde Garkupfer als gekörntes, gegossenes oder geschmiedetes Kupfer sowie in Form von Blechen und Platten. Durch Erhöhung der Produktionskapazitäten für gehämmerte Bleche ergab sich eine anteilige Steigerung von etwa einem Drittel im Jahr 1579 auf fast die gesamte abgesetzte Kupfermenge im 17. Jahrhundert.
Nach Ende des Dreißigjährigen Krieges waren alte Münzen, die hier eingeschmolzen wurden, ein weiterer wichtiger Rohstoff. Ab 1668 wurden polnische Schillinge aufgekauft, seit 1681 wurden zudem spanische Kupfermünzen verarbeitet, die über England vermittelt worden waren. Ab 1659 lieferte das Werk Kupferdraht in Form von Ringen. Den Verbrauch von Kupferwaren förderte man, indem der Landesherr den Eisenhämmern untersagte, Ofentöpfe und Kästen aus Eisen herzustellen. Dies blieb den Kupferschmieden vorbehalten.
Im Zeitraum von 1648 bis 1789 wurden insgesamt 208.663 Mark (rd. 48.848 kg) Silber ausgebracht und 117.210 Ztr. (rd. 6024 t) Garkupfer erzeugt. Als Folge des Siebenjährigen Krieges wurden zu Kriegszeiten ausgegebene, minderwertige Münzen wieder eingeschmolzen, weshalb nach 1763 höhere Silbermengen in den Büchern erscheinen. Unter Vernachlässigung dieser Schmelzkampagnen war die ausgebrachte Silbermenge tendenziell rückläufig und sank nach 1784 auf weniger als 1000 Mark (rd. 234 kg) pro Jahr. Aus den Rechnungen geht die Verwendung von in Grünthal produziertem Garkupfer u. a. als Kochutensilien, Glocken, Kanonen, Kupfer zu Gießzwecken, gekörntes Kupfer für die Münzen sowie Dachblechen hervor. Der Absatz an staatliche Institutionen spielte für das Werk eine erhebliche Rolle. Empfänger waren hier die Münzen, das Zeug- und Gießhaus sowie die Hofschmiede. Des Weiteren profitierte die Hütte zu Beginn des 17. Jahrhunderts vom Bau zahlreicher neuer Gebäude im Kurfürstentum, welche eine Dachhaut aus Grünthaler Dachkupfer erhielten.
| Jahr                                                               | 1828      | 1829      | 1830      | 1831      | 1832      | 1833      | 1834      | 1835      | 1836      | 1837      | 1838      |
| ------------------------------------------------------------------ | --------- | --------- | --------- | --------- | --------- | --------- | --------- | --------- | --------- | --------- | --------- |
| Schwarzkupfer angeliefert                                          | 32.805,27 | 33.372,33 | 39.014,00 | 38.225,84 | 46.293,68 | 32.407,56 | 29.614,64 | 47.364,15 | 37.427,63 | 33.373,03 | 43.844,15 |
| Schwarzkupfer versaigert (1)                                       | 27.848,04 | 28.329,84 | 32.698,16 | 42.282,77 | 63.552,63 | 63.719,58 | 28.638,19 | 27.777,38 | 31.940,13 | 34.278,46 | 39.777,41 |
| Feinsilber ausgebracht                                             | 00 117,51 | 00 115,70 | 00 158,99 | 00 177,88 | 00 271,32 | 00 140,36 | 000 78,19 | 00 127,65 | 00 130,00 | 00 129,29 | 00 143,49 |
| Garkupfer ausgebracht                                              | 22.782,77 | 26.031,22 | 25.875,64 | 27.288,45 | 26.878,02 | 34.624,43 | 26.357,79 | 20.950,42 | 27.582,55 | 27.165,23 | 27.277,00 |
| (1) Versaigerte Menge angeliefertes sowie vorrätiges Schwarzkupfer |           |           |           |           |           |           |           |           |           |           |           |

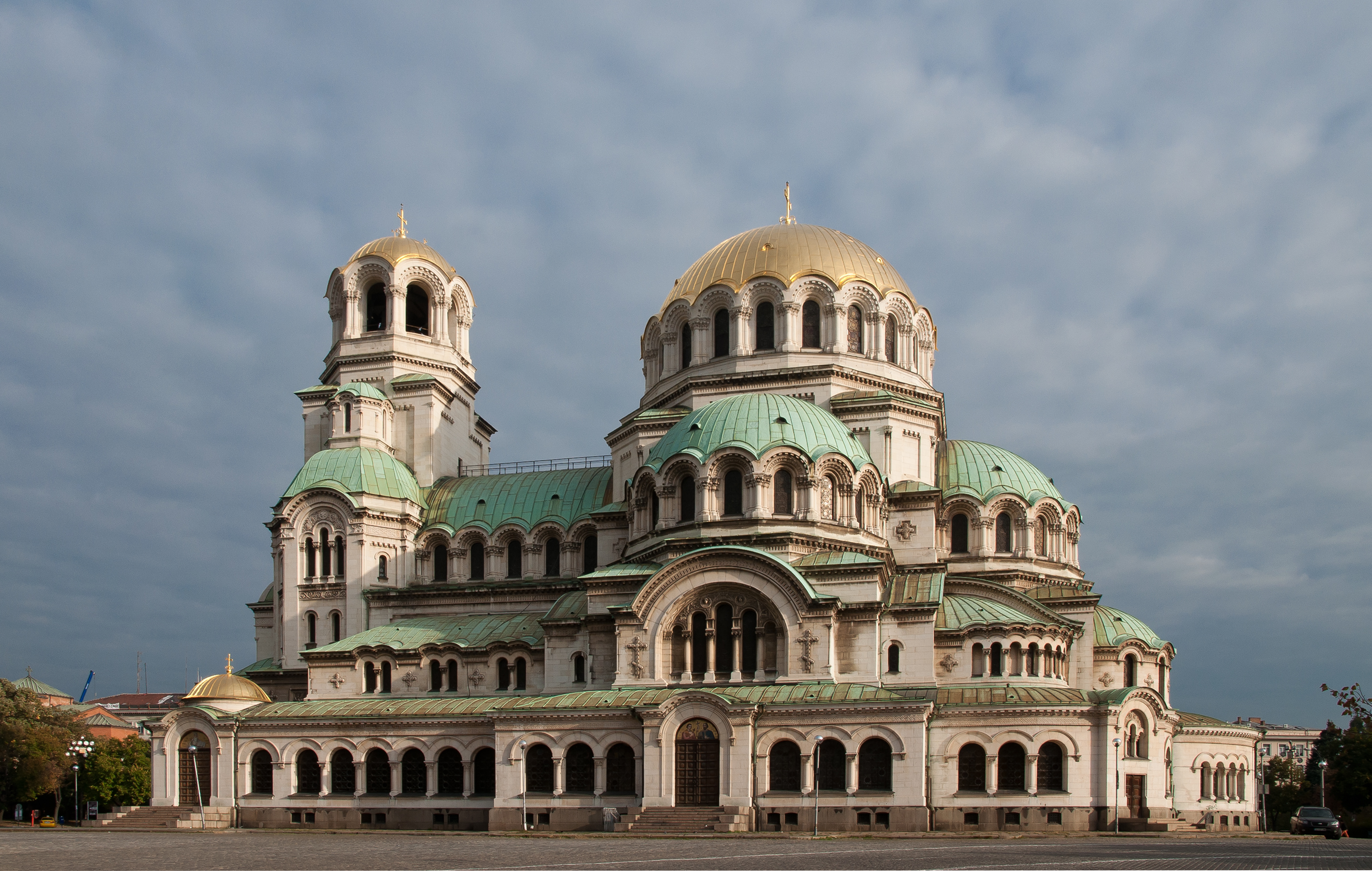
Die Alexander-Newski-Kathedrale in Sofia wurde ursprünglich mit Grünthaler Dachkupfer eingedeckt.

Das Grünthaler Dachkupfer war ein besonderes Erzeugnis des Werkes, das teilweise noch heute europaweit zu finden ist. Über 400 Bauwerke tragen oder trugen eine kupferne Dachhaut, die in den Grünthaler Hammer- und späteren Walzwerken gehämmert beziehungsweise gewalzt wurde. Hervorzuheben sind hierbei insbesondere Sakralbauten wie beispielsweise die Dresdner Frauenkirche, der Petersdom in Rom sowie die Alexander-Newski-Kathedrale in Sofia, außerdem weltliche Bauten wie Reichstagsgebäude und Pergamonmuseum in Berlin, Reichsgerichtsgebäude und Neues Rathaus in Leipzig, die Rathäuser von Hamburg und Hannover sowie Schlösser in Charlottenburg, Dresden und Wien.
Im Zeitraum von 1790 bis 1830 wurden 16.875 Ztr. (rd. 867 t) Garkupfer aus Schwarzkupfer und 33.623 Ztr. (rd. 1728 t) aus Altkupfer erzeugt sowie 133.963 Mark (rd. 31.361 kg) Silber ausgebracht. Der deutliche Anstieg der Silbermenge gegenüber dem Ende des vorangegangenen Betrachtungszeitraums resultiert aus wiederkehrenden Schmelzkampagnen. Die Kupfererzeugung erfolgte zunehmend aus der Verarbeitung von Sekundärrohstoffen. Basierend auf dieser Entwicklung verlagerte sich der technische Um- und Ausbau der Anlagen hin zur Weiterverarbeitung von Kupfer und einer Effektivierung der Techniken für die Nebenproduktion. Dies waren beispielsweise das Schmelzen von nickelhaltigen Schlacken und Raffinationsprozesse von Roh- und Schlackenkupfer.
| Jahr                                                         | 1841      | 1842      | 1843      | 1844      | 1845      | 1846      | 1847      | 1848      | 1849      |
| ------------------------------------------------------------ | --------- | --------- | --------- | --------- | --------- | --------- | --------- | --------- | --------- |
| Kupfer angeliefert                                           | 63.021,50 | 63.646,00 | 54.173,75 | 43.696,25 | 38.904,00 | 41.342,50 | 41.617,81 | 41.499,06 | 64.455,13 |
| Kupfer verarbeitet (1)                                       | 63.925,00 | 60.668,19 | 56.885,50 | 40.437,50 | 39.336,00 | 44.447,75 | 42.724,00 | 40.769,75 | 57.614,56 |
| Kupferwaren gefertigt                                        | 62.784,50 | 59.586,50 | 54.671,00 | 39.716,00 | 38.843,00 | 43.298,75 | 41.365,75 | 39.534,00 | 56.588,00 |
| Kupfererwaren abgesetzt                                      | 62.887,50 | 55.469,50 | 43.668,00 | 37.708,00 | 42.252,50 | 43.654,50 | 45.312,00 | 37.488,50 | 56.956,06 |
| (1) Verarbeitete Menge angeliefertes sowie vorrätiges Kupfer |           |           |           |           |           |           |           |           |           |

Ab Mitte der 1850er Jahre wurde neben den bis dahin vorherrschenden Buntmetallen auch Eisen als Werkstoff verarbeitet, womit fast alle Maschinenfabriken in Deutschland beliefert wurden, speziell die aufstrebenden Lokomotivbauer.
| Jahr                  | 1850       | 1851       | 1852       | 1853       | 1854       | 1855       | 1856       | 1857       | 1858       |
| --------------------- | ---------- | ---------- | ---------- | ---------- | ---------- | ---------- | ---------- | ---------- | ---------- |
| Kupfer verarbeitet    | 104.089,00 | 130.038,31 | 216.026,44 | 180.125,44 | 213.527,44 | 230.423,06 | 289.365.25 | 306.315,81 | 314.197,38 |
| Kupferwaren gefertigt | 102.203,25 | 127.813,25 | 213.504,38 | 163.520,00 | 194.342,00 | 228.961,13 | 184.103,75 | 300.583,25 | 310.304,63 |
| Jahr                  | 1859       | 1860       | 1861       | 1862       | 1863       | 1864       | 1865       | 1866       | 1867       |
| Kupfer verarbeitet    | 290.859,65 | 281.988,50 | 330.330,20 | 398.460,39 | 387.626,65 | 479.695,63 | 486.757,55 | 425.505,35 | 392.562,45 |
| Kupferwaren gefertigt | 286.689,35 | 277.706,00 | 324.849,40 | 393.314,65 | 382.004,20 | 466.869,63 | 476.623,58 | 415.331,80 | 385.008,50 |

Anfang des 20. Jahrhunderts vollzog sich eine fortschreitende Entwicklung zur Verbesserung der Walzwerktechnik, der sich auch das Unternehmen in Grünthal nicht entzog. Mit Errichtung eines dritten Walzwerkes wurde diese Technik führend gegenüber anderen Produktionsprozessen im Unternehmen.
Während des Ersten Weltkrieges wurde die zivile Produktion quasi eingestellt, das Produktionsniveau durch Rüstungsgüter steigerte sich während dieser Zeit auf 215 Prozent gegenüber dem Vorkriegszeitraum. Dagegen setzte 1918 ein schneller Rückgang der Produktion ein, was neben dem Rohstoffmangel auch auf Arbeitsverweigerungen beruhte. Nach 1920 hatte die Erzeugung von Metallen – ausgenommen Legierungen – keinen Anteil mehr am Betriebsergebnis; deren Erzeugung hatten die staatlichen Hüttenwerke bei Freiberg übernommen. Grünthal spezialisierte sich auf die Fertigung von Halbzeugen.
| Jahr  | 1931  | 1932  | 1933 | 1934    |
| ----- | ----- | ----- | ---- | ------- |
| Menge | 685,5 | 655,9 | 922  | 1.564,4 |

Das Werk in Auerhammer erhielt ab 1933 Aufträge des Militärs, die zu Beginn mit Kupferblechen aus dem Grünthaler Werk realisiert wurden. Später erfolgte in Grünthal selbst die Rüstungsgüterproduktion. Mit Übergang auf die Kriegswirtschaft trat die Fertigung von Gebrauchsgütern sukzessive in den Hintergrund. Mittelpunkt der Rüstungsproduktion waren Scheiben und Näpfchen für Munitionsfabriken, die Fertigung von Leichtmetallhalbzeugen sowie ab 1942 Munitionsscheiben für Flugabwehrkanonen. Die Schweinitzmühle wurde auf die Erzeugung von Eisenpulver und Eisenführungsringen umgestellt.

### Absatz

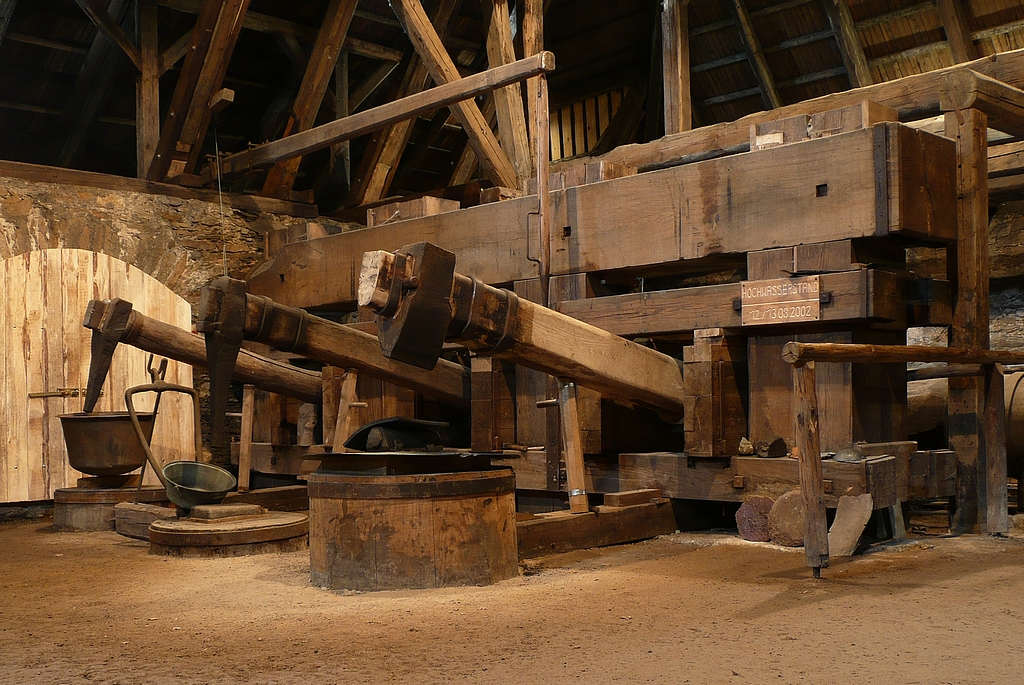
Blick ins Innere des Althammers

Im Absatz der Produkte wurden verschiedene Wege beschritten. Teils wurde einem Einzelnen oder einem Zusammenschluss von Metallhändlern die Produktion als Privileg gegen die Verpflichtung der Versorgung des Werkes mit Blei überlassen. Nachdem den Uthmanns nach Verkauf des Werkes auch das Privileg für den Verkauf des Garkupfers nicht verlängert worden war, bewarben sich Metallgroßhändler bei der Staatskanzlei um ein solches. Nur kurzzeitig wurde es 1568 Nürnberger Großkaufleuten zugesprochen. Diese mussten jedes Jahr eine Verlängerung ersuchen. Der Staat versuchte hierbei die Bedingungen für dieses Privileg stetig zu verschärfen, woraufhin 1571 seitens der Kaufleute verzichtet wurde. Ab dem folgenden Jahr übernahm der kurfürstliche Kämmerer das produzierte Kupfer auf eigene Rechnung. Beim Verkauf wurde zuoberst die Nachfrage des kurfürstlichen Gieß- und Zeughauses sowie der Münzen bedient. In Ersteren wurden vordergründig Geschütze gegossen bzw. Gebrauchsgegenstände und Schmuck gefertigt. Danach folgten die Kupferschmiede des Landes. Um die verbleibenden Mengen bewarben sich Metallgroßhändler und auch kurfürstliche Beamte wie Hans Harrer.
Der Absatz an Kupferschmiede im Kurfürstentum wurde in zweierlei Hinsicht befördert. Neben deren Verpflichtung zum Kauf von in Grünthal produziertem Kupfer wurde den Eisenhämmern des Landes verboten, Kochutensilien herzustellen, sofern diese aus Kupfer gefertigt werden können. Von 1772 bis 1775 herrschten auch in Folge des Siebenjährigen Krieges große Absatzschwierigkeiten für Kupferwaren, was zu Überkapazitäten und damit zu Produktionseinschränkungen führte. Um diesem entgegenzuwirken, wurde verstärkt auf gehämmerte Kupferprodukte gesetzt. Mit planmäßiger Einstellung der seit Gründung betriebenen Schmelzprozesse des Saigerns im Jahr 1853 wurde kein Silber mehr in den Verkauf gebracht.
Ab Ende des 19. Jahrhunderts traten Lieferungen an den sächsischen Staat in den Hintergrund. Um potentiellen Käufern Anreize für den Kauf von Kupferwaren aus Grünthal zu geben, wurden Kommissionslager eingerichtet, wodurch teilweise Transportkosten entfielen und die Erzeugnisse entsprechend günstiger angeboten werden konnten. Erste direkte Produktwerbung gab es ab 1831. Zunehmend wurde nach 1840 auch das absatzfördernde Mittel der Präsentation Grünthaler Erzeugnisse auf Ausstellungen genutzt.
Durch Erwerb der ehemaligen Schweinitzmühle in Böhmisch Grünthal im Jahr 1883 und deren Ausbau zu einem wirtschaftlich eigenständigen Zweigwerk im damaligen Österreich-Ungarn wurden dortige Märkte neu erschlossen.
Bedingt durch die Auswirkungen der Weltwirtschaftskrise trat das Unternehmen 1930 dem Zentralverband der Deutschen Metallwalzwerks- und Hüttenindustrie bei. Die Geschäftsleitung versprach sich hiervon Schutz vor Preisverfall. Um jedoch die Existenz des Unternehmens zu sichern, wurde das Unternehmen notgedrungen 1930 Mitglied des Kupferblech-Syndikates und des Messingpaktes sowie 1931 des Deutschen Kupferdraht-Verband e. V. Über diese Vereinigungen wurden die Absatzmengen der jeweiligen Produktkategorien reguliert und den Unternehmen entsprechende Quoten zugeteilt.
Ab 1933 war ein Produktionsaufschwung zu verzeichnen, der jedoch auf Aufträgen des Militärs beruhte. Das Unternehmen arbeitete in einer Ausfuhrgemeinschaft der Nichteisenmetallurgie mit. Firmenvertretungen bestanden in 29 Ländern weltweit. Mit Übergang auf Kriegswirtschaft trat die zivile Produktion sukzessive in den Hintergrund, Produktionsausfälle von Gütern für den Weltmarkt wurden durch Rüstungsaufträge überkompensiert.

### Wirtschaftlichkeit

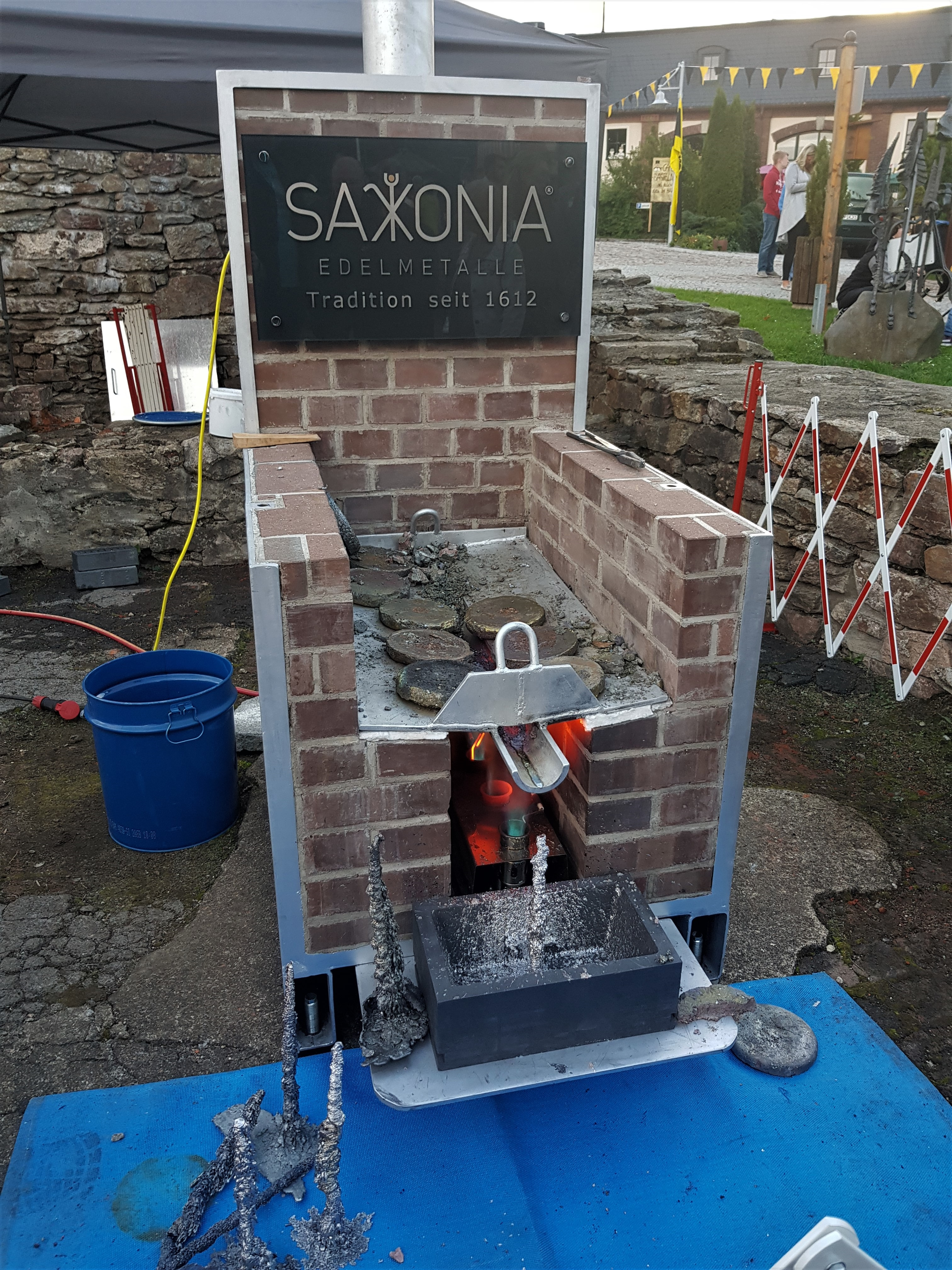
Vorführung „Saigern wie vor 400 Jahren“ in der Saigerhütte Grünthal (2022)

Die Rechnungsbücher ab dem Jahr 1586 legen einen durchgängigen Gewinn bis zum Jahr 1648 offen. Selbst durch die Auswirkungen des Dreißigjährigen Krieges wurde dieser nur geringfügig geschmälert. Der Silberpreis blieb im vorgenannten Zeitraum konstant, während der Kupferpreis tendenziell anstieg.
Zwischen 1763 und 1789 ist die Ökonomie von starken Absatzschwierigkeiten für Garkupfer gekennzeichnet; demgegenüber hatte das Werk 1784 eine unangefochtene Spitzenposition unter den Kupferhämmern des Landes erreicht. Die vier Hämmer setzten mit 900 Zentnern (rd. 46,25 t) jährlich fast doppelt so viel ab wie alle anderen Hammerwerke des Landes zusammen. Auch für den Zeitraum bis 1789 sind durchweg Überschüsse ausgewiesen, deren steigende Tendenz zu einem auf die Schmelzkampagnen und zum anderen auf den erheblich angewachsenen Anteil der Weiterverarbeitung von produziertem Kupfer in den eigenen Hammerwerken zurückzuführen ist.
Einschneidende Veränderungen brachten die nach 1830 in Sachsen rasch fortschreitende industrielle Revolution sowie gleichzeitig einsetzende bürgerliche Reformen mit sich. Ferner wurde der Markt zum bestimmenden Merkmal für die Wirtschaftlichkeit. Ein zügiges Reagieren auf die sich relativ rasch verändernden Randbedingungen war durch die umständlichen Verfahrensweisen in der sächsischen Staatswirtschaft nicht möglich. Das vorherrschende Direktionsprinzip führte zum Zeitverlust gegenüber den aufstrebenden Mitbewerbern. Erst mit Inbetriebnahme der neuen Walzwerke entspannte sich die Situation allmählich, konnte doch nunmehr das Sortiment wirtschaftlich entscheidend verbreitert werden.
Trotz der sich nach 1830 weitgehend geänderten Rahmenbedingungen ist für den Zeitraum 1790 bis 1873 ein durchgängiger, wenn auch stark schwankender Überschuss ausgewiesen.
Die Gründerkrise im Herbst 1873 ließ den Aufschwung in der Produktion ins Stocken geraten. Warenbestände konnten nicht abgesetzt, Forderungen aufgrund Zahlungsunfähigkeit der Kunden nicht eingetrieben werden. Zudem brachte der Neueinstieg in der Kupferbranche mangels Erfahrungen Schwierigkeiten mit sich, geplante Betriebsergebnisse blieben aus.
Nach dem Ersten Weltkrieg erwiesen sich Engpässe in der Brennstoffversorgung als problematisch. So mussten zwei der drei Walzwerke wegen fehlender Brennstoffe zeitweise stillgelegt werden. Der Ausfall der im Krieg auf Rüstung ausgerichteten Produktion konnte teilweise durch den erhöhten Bedarf an zivilen Produkten kompensiert werden.
Aus Kostengründen erfolgte ab Juli 1930 die Zusammenlegung der Verwaltung der Werke in Auerhammer und Grünthal in Aue. Weiterhin beantragte das Unternehmen bei den Städten Aue und Olbernhau Darlehen. Die Stadt Olbernhau bewilligte 25.000 Reichsmark. Jedoch konnten diese Maßnahmen den wirtschaftlichen Abwärtstrend nicht stoppen. Die Verluste der Werke Grünthal und Auerhammer beliefen sich nach Schlussbilanz für das Jahr 1930 auf 2,7 Mio. RM. Mithilfe des sächsischen Wirtschaftsministeriums wurde ein Vergleich geschlossen: Liquidation beider Werke und Überführung in eine Aktiengesellschaft. Den ursprünglichen Eigentümern blieb ein Anteil von 100.000 RM (heute rd. 444.000 Euro) in Stammaktien, alle Immobilien wurden zum Zweck der Veräußerung in eine Gesellschaft in Liquidation (i. L.) eingebracht. Am 2. Juli 1931 wurde in Leipzig die Aktiengesellschaft gegründet.
Ab 1933 verbesserte sich die wirtschaftliche Situation durch gewonnene Aufträge für das Militär. Die Exportumsätze stiegen von 730.000 RM in 1933 auf 1.644.000 RM im Jahr 1938.

## Gemeinwesen und Gemeinde Kupferhammer-Grünthal

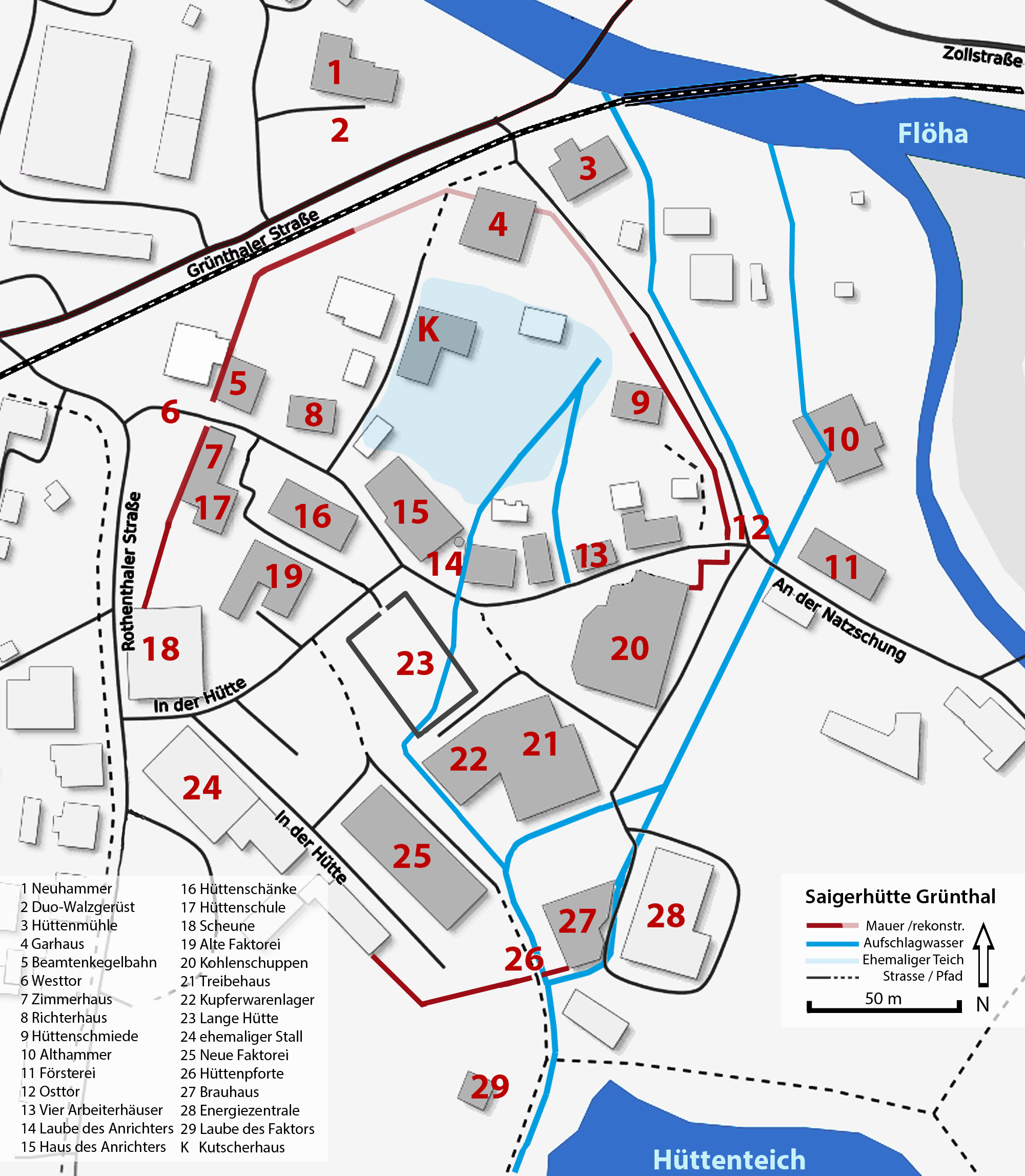
Übersichtsplan des Saigerhüttenkomplexes

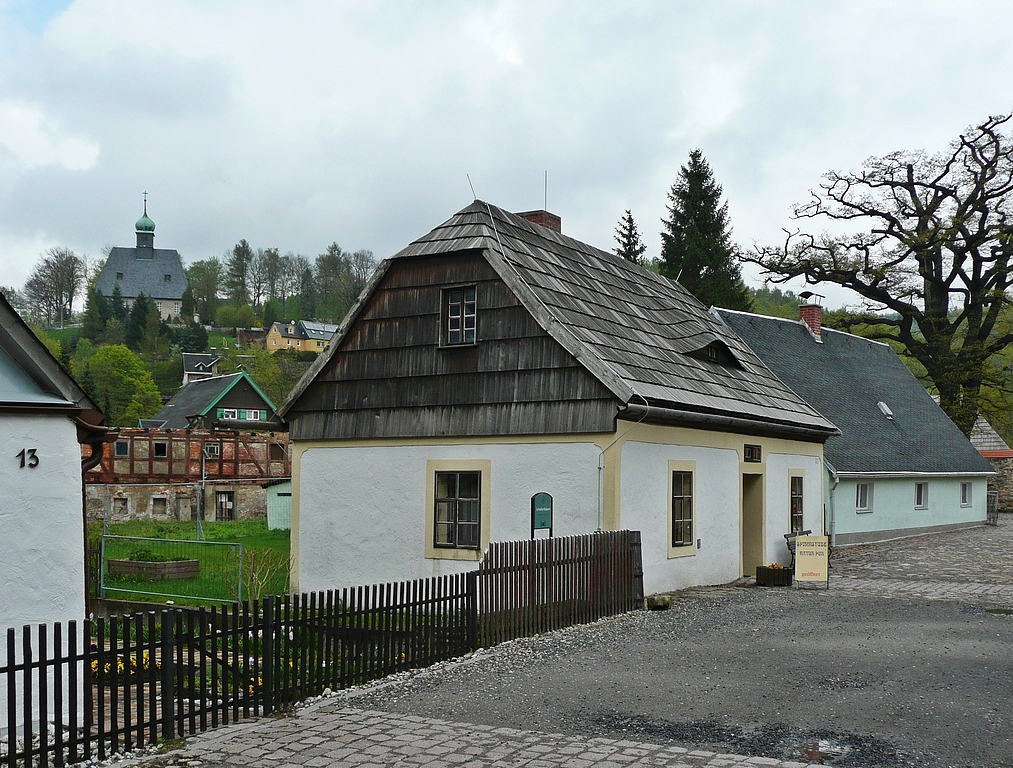
Arbeiterwohnhaus innerhalb des Hüttenkomplexes

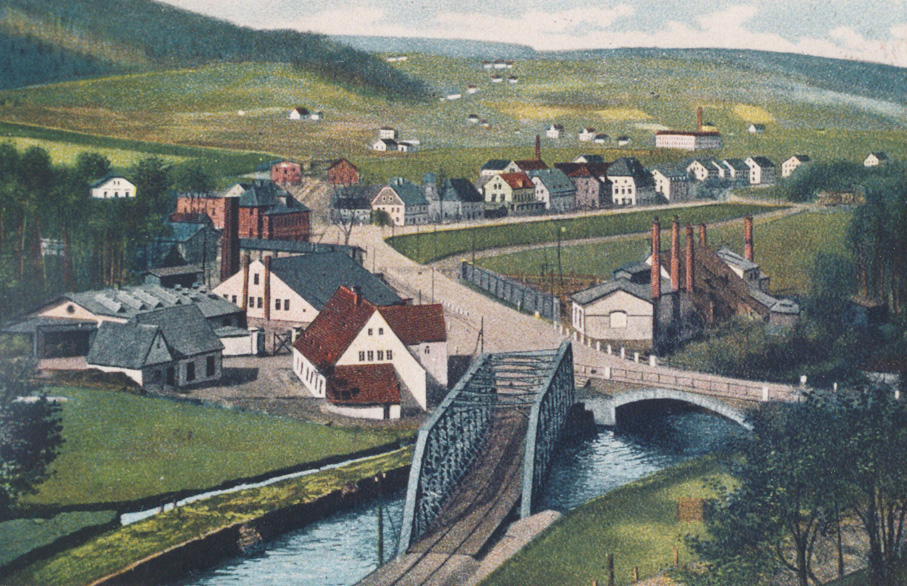
Blick von Oberneuschönberg (um 1900).
Im Vordergrund links der Straße die seinerzeit bereits ehemalige Mahlmühle.

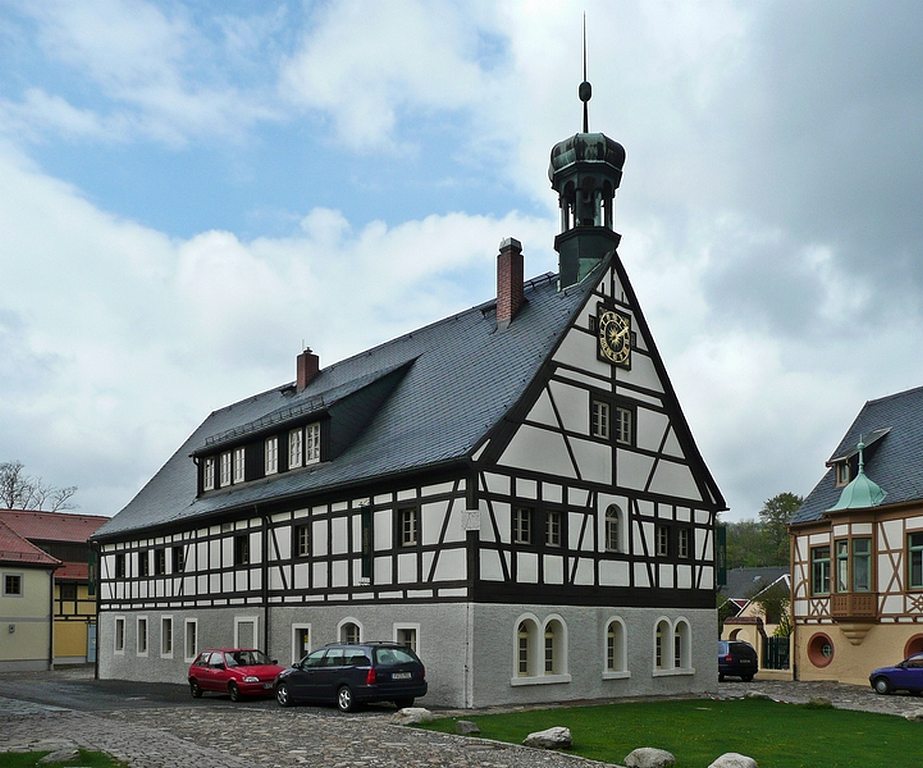
Hüttenschänke

### Entstehung
In relativ großer Entfernung zum nächstgelegenen Ort Olbernhau gelegen, wurde das Hüttenwerk wahrscheinlich bereits bei der Gründung, jedoch spätestens unter der Führung der Uthmanns, eine eigenständige Gemeinde. Bereits mit Gründung des Werkes wurden aufgrund der ortsfernen Lage acht Wohnhäuser für die Arbeiter und Angestellten errichtet.

### Privileg auf Eigenversorgung und entsprechende Einrichtungen
Zu den Vorrechten, die dem Werk erteilt wurden, zählte das Recht auf Eigenversorgung der Belegschaft und Einwohner. Eine existenzielle Bedeutung fiel dabei dem Vorhandensein einer Mahlmühle zu. Zwar wird die Hüttenmühle erst im Kaufvertrag zwischen dem Kurfürsten und Uthmanns Erben vom 6. August 1567 urkundlich erwähnt, sie wird jedoch höchstwahrscheinlich bereits beim Aufbau des Werkes 30 Jahre zuvor errichtet worden sein. Im Jahr 1882 wurde die Mahlmühle aufgegeben, nachdem vorher der Zwang der Bedarfsdeckung für die Hüttenwerker über die hiesige Mahlmühle erloschen war.
Der Eigentümer der Hütte hatte außerdem das Brau- und Schankrecht für sein Territorium erhalten. An umliegende Orte durfte er nicht ausschenken. Das Braurecht wurde zunächst fast drei Jahrzehnte lang nicht wahrgenommen. Erst 1586 wurde der Kleine Hammer außer Betrieb gesetzt und zu einem Brauhaus umgebaut. Das Schankrecht wurde 1587 dem Schichtmeister übertragen, der es ab diesem Zeitpunkt im neuen Schichtmeisterhaus ausübte. Nachdem 1612 das Schankrecht neu geregelt wurde und ein Schankwirt genannt wird, taucht im gleichen Jahr in den Unterlagen erstmals der Begriff Hüttenschänke auf. Brau- und Schankrecht hatten für die Hüttenwerker nicht nur den Vorteil der unmittelbaren Nähe, sondern auch der Befreiung von der Tranksteuer. Die verhältnismäßig geringe Kapazität und die erforderliche Überwachung durch das Gewerbeamt machten die eigene Bierherstellung im 19. Jahrhundert für die nunmehr private Unternehmensleitung unrentabel, sodass der Betrieb bald nach dem Kauf der Werksanlagen endgültig eingestellt wurde. Das Schankrecht besaßen nun die neuen Werkseigner, die fortan auch an Auswärtige verkaufen durften.
Mit der Schänke war die im Zimmerhaus ansässige Fleischbank verbunden. Die Familie Lange baute um 1900 die Landwirtschaft auf den ihr eigenen Ländereien zu einem eigenen Geschäftszweig aus. Fleischwaren und andere Erzeugnisse wie Kartoffeln, Milch usw. wurden vergünstigt an die Belegschaft verkauft. Nach dem Auszug der Schule aus der Alten Faktorei wurden die freigewordenen Räume zu einer Warenabgabestelle umgenutzt und ein Konsumverein für die Belegschaft gegründet. Der Einkauf wurde vom Werk vorfinanziert, der Gewinn zur Weihnachtszeit aufgeteilt.

### Medizinische Versorgung
Eine Erhebung aus dem 18. Jahrhundert führt an, dass bald nach dem Erwerb durch das Kurfürstentum 1567 ein Physicus eingesetzt worden sein soll. Nachweisen lässt sich dies jedoch erst nach 1611, wonach der Bergphysicus aus Freiberg in Grünthal behandelte. Dieser unterstand dem Oberbergamt und hatte sich bei Notwendigkeit sowie auf Verlangen des Hüttenfaktors sofort nach Grünthal zu begeben. Während der Physicus überwiegend diagnostizierte und kontrollierte, übernahm der zumeist in Olbernhau sesshafte – und damit schnell erreichbare – Chirurg die Behandlung der Patienten.
Im Jahr 1811 wurde das Amt des Bergphysicus vom Physicus der Saigerhütte getrennt. Damit wurde erstmals im Hüttenwerk ein Arzt angestellt. Durch ein Gesetz vom 10. Juli 1836 wurden das Gesundheitswesen von feudalen Bindungen gelöst und im Königreich Sachsen Bezirksärzte eingesetzt.

### Gerichtsbarkeit

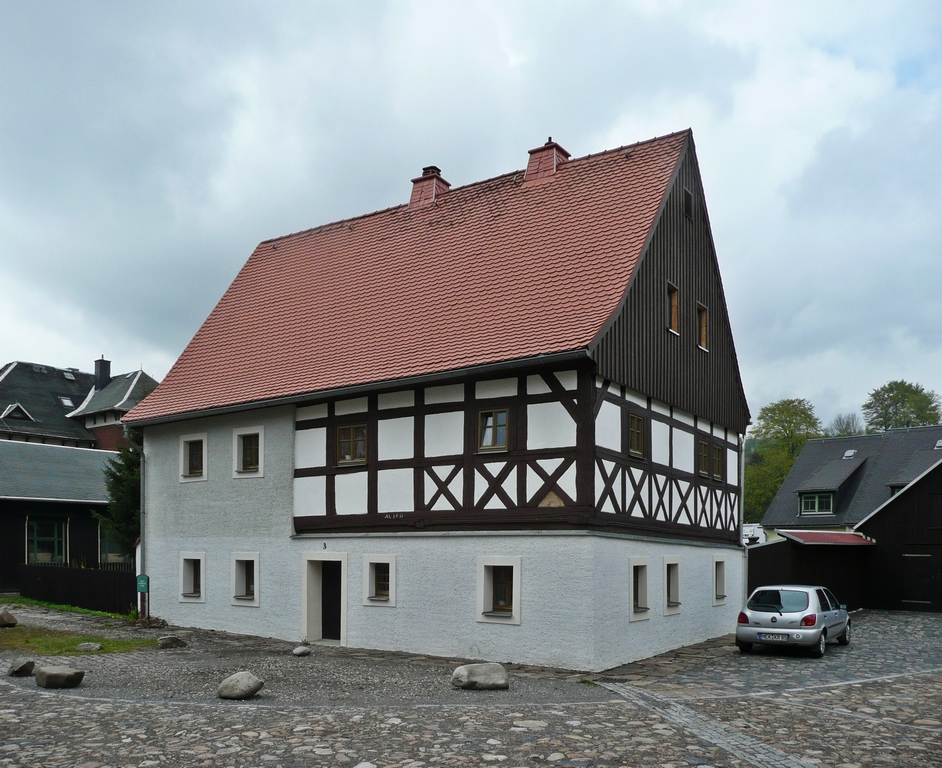
Haus des Richters Lange

Mit der Belehnung von Grund und Boden für das Hüttenwerk war die Niedere Gerichtsbarkeit verbunden. Sie bezog sich auf das Eigentum des Werkes und seiner Bewohner, auf das Arbeitsrecht, Konflikte zwischen den Bewohnern sowie die rechtliche Vertretung in Zusammenarbeit mit anderen Gerichten und Ämtern. Konnten Streitfälle nicht geschlichtet werden, waren anfänglich der Zehntner von Annaberg und später das Oberbergamt in Freiberg die nächsthöhere Instanz.
Die am 7. November 1838 erlassene Sächsische Landgemeindeordnung hob zwar die eigenen Gerichtsbarkeiten der Gemeinden auf, überließ jedoch zugleich den Grundherren diese Obrigkeitsrechte. Die Patrimonialgesetzgebung wurde auf Grundlage des Gerichtsverfassungsgesetz vom 11. August 1855 abgeschafft. Da Grünthal ein Gemeindebezirk war, hob das Amt Zöblitz dessen Rechtshoheit im Jahr 1859 auf.
Nachdem bereits 1861 durch das Gewerbegesetz feudale Bindungen beseitigt worden waren, führte erst das Allgemeine Berggesetz vom 16. Juni 1868 zur endgültigen Loslösung von der feudalen Berggesetzgebung. Zwar hatte das Gesetz, den Regalbergbau betreffend vom 22. Mai 1851 alle früheren gesetzlichen Bestimmungen und damit die Bergordnung Kurfürst Christians vom 12. Juni 1589 abgelöst, hielt jedoch seinerzeit noch am Direktionsprinzip fest.

### Schulwesen
Ein Interesse der Werkleitung an schulischer Bildung resultierte aus den Arbeitsaufgaben der Hüttenwerker, die Kenntnisse in Rechnen, Lesen und Schreiben erforderten. Die früheste bekannte Nachricht über eine Schule datiert aus dem Jahr 1589. Zu den Rechten des Hüttenfaktors zählten das Patronat über die Schule sowie die Einstellung des Lehrenden. Fördernd für den regelmäßigen Schulbesuch – der nach der Kirchen- und Schulordnung von 1580 keine Pflicht, sondern eine Empfehlung war – wirkte, dass kein Schulgeld erhoben wurde. Die Kosten für die Unterrichtung und die Unterhaltung des Schulhauses übernahm das Werk. Das Schulgebäude ist 1606 als „altes Viehhaus darin der Lehrer wohnt“ vermerkt. Im alten Viehhaus am Unteren Tor waren ein Raum für den Unterricht umgebaut und eine Lehrerwohnung eingerichtet worden.
Mit dem am 6. Juni 1835 erlassenen Schulgesetz für das Königreich Sachsen war das Schulwesen fortan eine öffentliche Angelegenheit und fiel damit in die Zuständigkeit der Gemeinde, die für Unterbringung und Entlohnung der Lehrer und die Unterhaltung des Schulhauses verantwortlich war. Der regelmäßige Schulbesuch wurde Pflicht vom 6. bis zum 14. Lebensjahr. Durch die Sonderstellung des Gemeindebezirkes Grünthal blieb das Patronatsrecht des Hüttenfaktors unberührt, er übte es jedoch als Mitglied des Schulvorstandes aus. Nachdem 1848 der Lokalschulinspektor die Räumlichkeiten als baufällig und unhaltbar charakterisiert hatte, kam es im folgenden Jahr zum Umzug. In der Alten Faktorei wurden zwei Schulräume im Erdgeschoss und darüber die Lehrerwohnung eingerichtet. Das Werk unterhielt die Räume widerwillig. Infolge gesunkener Schülerzahlen erwog das Oberbergamt 1853 die Auflösung der Schule, wovon es sich Kosteneinsparungen versprach. Eine in der Folgezeit wieder ansteigende Schülerzahl – neben Grünthal kamen zeitweise auch Schüler aus Oberneuschönberg, Olbernhau, Hirschberg, Leinitzdörfel (= Dörfel, heute eine Gemarkung innerhalb der Stadt Olbernhau), Niederseiffenbach, Kleinneuschönberg und Rothenthal – machte einen Schulneubau erforderlich. Nach dem Freiwerden des Grundstücks der ehemaligen Ziegelei stellte es die damalige Werkleitung als Baugrund zur Verfügung. Der 1884 und 1885 errichtete Neubau wurde am 1. Februar 1886 eingeweiht. Bereits Mitte der 1920er Jahre kam die Mehrzahl der Schüler aus Olbernhau. Auch nachdem das Patronat über die Schule längst erloschen war, trat das Unternehmen bis Mitte der 1920er Jahre mit Stiftungen und Geschenken gegenüber Schule und Schülern in Erscheinung. Schüler aus der Gemeinde Kupferhammer-Grünthal genossen darüber hinaus Lernmittelfreiheit. Aufgrund der schlechten Lage der kommunalen Finanzen in den Jahren der Weltwirtschaftskrise wurden 1931 die Lernmittelfreiheit für Kinder Vollbeschäftigter gestrichen und der Zuschuss für Lehr- und Lernmittel von 450 auf 250 RM gesenkt. Am 23. Dezember 1936 wurde der Schulbezirk Kupferhammer-Grünthal der Stadt Olbernhau angegliedert, womit sämtliche Bindungen zwischen Werk und Schule abbrachen.

### Gemeinde Kupferhammer-Grünthal
Mit Inkrafttreten der ersten sächsischen Verfassung von 1831 ergaben sich für die Saigerhütte bedeutende Veränderungen: Sukzessive wurden feudale Ordnungen und Rechtsauffassungen beseitigt, was sich u. a. in Arbeitsrecht, Gemeindeordnung und Gerichtsbarkeit niederschlug. So wurde mit dem Heimatgesetz von 1834 die lokale Struktur neu geordnet. Grünthal setzte für sich die Einrichtung eines eigenständigen Heimatbezirks durch. Dessen Entwicklung und Verwaltung war bis zuletzt eng mit dem Hüttenwerk verknüpft.
| Jahr          | 1834 | 1871 | 1875 | 1890 | 1905 | 1910 | 1925 |
| ------------- | ---- | ---- | ---- | ---- | ---- | ---- | ---- |
| Einwohnerzahl | 162  | 167  | 189  | 279  | 483  | 496  | 458  |

Die einsetzende Weltwirtschaftskrise führte zu einer sich verschlechternden Ökonomie und bereitete dem Unternehmen große Probleme. Um den drohenden Konkurs aufzuhalten, forderte es eine finanzielle Unterstützung von der Stadt Olbernhau, als Gegenzug wurde die Vereinigung der Kommune mit der Stadt angeboten. Damit waren jedoch die Einwohner von Grünthal nicht einverstanden, sie lehnten in einer Einwohnerversammlung am 11. Juli 1931 diesen Vorschlag ab. Einen neuerlichen Versuch zur Eingemeindung nach Olbernhau gab es 1935 auf Anweisung des Amthauptmannes in Marienberg. In diesem Fall stemmte sich die F. A. Lange Metallwerke AG Aue dagegen. Sie hatte wieder die Rentabilitätszone erreicht und sah im Fortbestehen der Gemeinde wirtschaftliche Vorteile. Am 28. Oktober 1936 ordnete der NSDAP-Gauleiter von Sachsen Martin Mutschmann die Eingemeindung nach Olbernhau zum 1. April 1937 an. Die Verhandlungen darüber führten zu unbefriedigenden Ergebnissen, weshalb Mutschmann daraufhin seine Möglichkeit wahrnahm, die ihm die Gemeindeordnung bot: Er erzwang den Zusammenschluss. Es kam zum Vertragsschluss, Kupferhammer-Grünthal brachte sein kommunales Vermögen in die Stadt Olbernhau ein.
Heute ist Grünthal eine Gemarkung innerhalb der Stadt Olbernhau.

## Liste funktional miteinander verbundener Bauten des Hüttenkomplexes
| Abbildung                                                  | Bezeichnung                                                               | Standort                           | Geschichte/Bemerkungen |
| ---------------------------------------------------------- | ------------------------------------------------------------------------- | ---------------------------------- | --- |
| Alte Faktorei                                              | Alte Faktorei                                                             | 50° 38′ 59,16″ N, 13° 22′ 3,9″ O   | Das Gebäude wurde 1604 als Wohnhaus für den Faktor Eymer errichtet, wodurch es die Bezeichnung Faktorei und später alte Faktorei erhielt. Nachdem der Lokalschulinspektor die Schulräume im Zimmerhaus als baufällig und unhaltbar charakterisiert hatte, wurden diese 1850 hierher verlegt. Die Schule war hier bis zur Einweihung eines Neubaus am 1. Februar 1886 untergebracht. Nach dem Auszug der Schule wurden die freigewordenen Räume zu einer Warenabgabestelle umgenutzt und ein Konsumverein für die Belegschaft gegründet. Gegenwärtig wird das Gebäude gewerblich genutzt. |
| Althammer                                                  | Althammer                                                                 | 50° 39′ 0,36″ N, 13° 22′ 12,07″ O  | → Hauptartikel : Althammer (Saigerhütte Grünthal) |
| Arbeiterwohnhaus                                           | Arbeiterwohnhaus/„Schichtmeisterhaus“                                     | 50° 38′ 59,22″ N, 13° 22′ 7,08″ O  | Seit Gründung des Werkes legten die Besitzer Wert darauf, ihre Arbeiter im direkten Umfeld anzusiedeln. Die Häuschen wurden den Nutzern – zumeist eine oder zwei Familien – kostenlos gegen die Verpflichtung zum Unterhalt der Inneneinrichtung übergeben. Die Bauten waren in der Regel eingeschossig und befanden sich aus Gründen von Sicherheit und Brandschutz-/Brandbekämpfung in der Nähe der Produktionsstätten. Die vier erhaltenen Arbeiterwohnhäuser befinden sich in einer Häuserzeile von der Langen Hütte zum oberen Tor. Im „Seiferthäuschen“ ist gegenwärtig ein Museum untergebracht. Alle weiteren werden auch heute noch als Wohngebäude genutzt, wobei sich im „Schichtmeisterhaus“ zusätzlich noch ein Geschäft für Kunsthandwerk befindet. |
| Arbeiterwohnhaus                                           | Arbeiterwohnhaus                                                          | 50° 38′ 59,29″ N, 13° 22′ 7,82″ O  | Seit Gründung des Werkes legten die Besitzer Wert darauf, ihre Arbeiter im direkten Umfeld anzusiedeln. Die Häuschen wurden den Nutzern – zumeist eine oder zwei Familien – kostenlos gegen die Verpflichtung zum Unterhalt der Inneneinrichtung übergeben. Die Bauten waren in der Regel eingeschossig und befanden sich aus Gründen von Sicherheit und Brandschutz-/Brandbekämpfung in der Nähe der Produktionsstätten. Die vier erhaltenen Arbeiterwohnhäuser befinden sich in einer Häuserzeile von der Langen Hütte zum oberen Tor. Im „Seiferthäuschen“ ist gegenwärtig ein Museum untergebracht. Alle weiteren werden auch heute noch als Wohngebäude genutzt, wobei sich im „Schichtmeisterhaus“ zusätzlich noch ein Geschäft für Kunsthandwerk befindet. |
| Arbeiterwohnhäuser                                         | Arbeiterwohnhaus                                                          | 50° 38′ 59,53″ N, 13° 22′ 9,47″ O  | Seit Gründung des Werkes legten die Besitzer Wert darauf, ihre Arbeiter im direkten Umfeld anzusiedeln. Die Häuschen wurden den Nutzern – zumeist eine oder zwei Familien – kostenlos gegen die Verpflichtung zum Unterhalt der Inneneinrichtung übergeben. Die Bauten waren in der Regel eingeschossig und befanden sich aus Gründen von Sicherheit und Brandschutz-/Brandbekämpfung in der Nähe der Produktionsstätten. Die vier erhaltenen Arbeiterwohnhäuser befinden sich in einer Häuserzeile von der Langen Hütte zum oberen Tor. Im „Seiferthäuschen“ ist gegenwärtig ein Museum untergebracht. Alle weiteren werden auch heute noch als Wohngebäude genutzt, wobei sich im „Schichtmeisterhaus“ zusätzlich noch ein Geschäft für Kunsthandwerk befindet. |
| „Seiferthäuschen“                                          | Arbeiterwohnhaus/ „Seiferthäuschen“                                       | 50° 38′ 59,32″ N, 13° 22′ 8,59″ O  | Seit Gründung des Werkes legten die Besitzer Wert darauf, ihre Arbeiter im direkten Umfeld anzusiedeln. Die Häuschen wurden den Nutzern – zumeist eine oder zwei Familien – kostenlos gegen die Verpflichtung zum Unterhalt der Inneneinrichtung übergeben. Die Bauten waren in der Regel eingeschossig und befanden sich aus Gründen von Sicherheit und Brandschutz-/Brandbekämpfung in der Nähe der Produktionsstätten. Die vier erhaltenen Arbeiterwohnhäuser befinden sich in einer Häuserzeile von der Langen Hütte zum oberen Tor. Im „Seiferthäuschen“ ist gegenwärtig ein Museum untergebracht. Alle weiteren werden auch heute noch als Wohngebäude genutzt, wobei sich im „Schichtmeisterhaus“ zusätzlich noch ein Geschäft für Kunsthandwerk befindet. |
| Altes Brauhaus                                             | Brauhaus                                                                  | 50° 38′ 55,95″ N, 13° 22′ 8,41″ O  | Im Jahr 1586 wurde der Kleine Hammer außer Betrieb gesetzt und zu einem Brauhaus umgebaut. Er diente als Brauhaus bis ins 19. Jahrhundert, später wurde er als Zimmerei genutzt. Gegenwärtig ist das Gebäude ungenutzt. |
| Elektroenergiezentrale                                     | Elektroenergiezentrale                                                    | 50° 38′ 56,07″ N, 13° 22′ 9,67″ O  | Der Bau wurde 1904/1905 errichtet, im Inneren erzeugten zwei Francis-Turbinen mit entsprechenden Generatoren Elektroenergiege. Das von Rothenthal herbeigeführte Aufschlagwasser wurde durch eine Rohrleitung vom Lichthaus unter dem Unteren Teich zugeführt. Für wasserarme Zeiten stand eine Lokomobile der Firma Lanz zur Verfügung. Gegenwärtig können die Räumlichkeiten für Festivitäten unterschiedlicher Art und Größe gemietet werden. |
| Försterhaus                                                | Försterhaus                                                               | 50° 38′ 59,29″ N, 13° 22′ 12,16″ O | Das Försterhaus wurde 1610 für den Förster Hans Seidenschwanz errichtet. Grund und Boden gehörten dem Amt Lauterstein, an den ein Pachtzins zu entrichten war. Der Standort an der Natzschung vor dem oberen Tor wurde gewählt, weil in unmittelbarer Nähe der Floßplatz lag. Die Aufsicht darüber oblag dem Förster. Bis spätestens 2010 wurde das Gebäude als Wohnhaus genutzt, steht aber seitdem leer. |
| Garhaus                                                    | Garhaus                                                                   | 50° 39′ 2,45″ N, 13° 22′ 7,15″ O   | Das Garhaus wurde in den 1560er Jahren unter der Führung der Uthmanns erbaut, womit die Raffinationsprozesse das Garens und Darrens des Kupfers aus der Langen Hütte ausgelagert werden konnten. Bis 1990 wurden die Räume als Tischlerei genutzt. Gegenwärtig wird das Gebäude als Wohn- und als Geschäftshaus für einen Fahrradhandel genutzt. |
| Großes Kohlhaus                                            | Großes Kohlhaus                                                           | 50° 38′ 58,53″ N, 13° 22′ 9,09″ O  | Der Ursprungsbau aus dem 16. Jahrhundert (erbaut 1537) diente zur Einlagerung von Holzkohle und Brennholz. 1854 erfolgte der Ausbau in Massivbauweise. Ein Teil der alten Ringmauer ist in der heutigen Gebäudesubstanz enthalten. Gegenwärtig als Bowlingbahn genutzt. |
| Haus des Anrichters                                        | Haus des Anrichters                                                       | 50° 38′ 59,79″ N, 13° 22′ 5,97″ O  | Das Gebäude wurde 1587 neu errichtet und eine Zeitlang als neues Schichtmeisterhaus bezeichnet. Zuvor wohnte dieser in der – ab 1612 so bezeichneten – Hüttenschänke Privatpersonen bauten das Haus des Anrichters gemeinsam mit der Hüttenschänke bis 1997 zum Hotel Saigerhütte aus. |
| Haus des Richters Lange                                    | Haus des Richters Lange                                                   | 50° 39′ 0,68″ N, 13° 22′ 4,52″ O   | Das Wohnhaus wurde 1611 – die Jahreszahl ist bis heute im Gebälk über der Eingangstür erhalten geblieben – gegenüber dem alten Schichtmeisterhaus errichtet. Der damalige Hüttenrichter Christoph Lange bezog es. So wurde der Begriff „Haus des Richters“ dafür geprägt, obwohl es keine Dienstwohnung enthielt und spätere Richter auch in anderen Gebäuden ihre Wohnung nahmen. Das Gebäude wird auch heute noch als Wohnhaus genutzt. |
| Hüttenmühle                                                | Hüttenmühle                                                               | 50° 39′ 2,94″ N, 13° 22′ 8,58″ O   | Zwar wird eine Mahlmühle erst im Kaufvertrag zwischen dem Kurfürsten und Uthmanns Erben vom 6. August 1567 urkundlich erwähnt, sie wird jedoch höchstwahrscheinlich bereits beim Aufbau des Werkes 30 Jahre zuvor errichtet worden sein. Ab 1696 wurde die Mahlmühle verpachtet, um sich zusätzliche Einnahmen zu sichern. Das Gebäude brannte 1742 nieder und wurde anschließend wiedererrichtet. Die Mühle ging 1817 in Erbpacht, 1842 wurde der bereits seit 1827 in Erbpacht stehende Müller Eigentümer der Mühle. Er hatte nunmehr lediglich den Grundzins an den Staat abzuführen. Im Jahr 1882 wurde die Mahlmühle aufgegeben, nachdem vorher der Zwang der Bedarfsdeckung für die Hüttenwerker über die hiesige Mahlmühle erloschen war. Der Müller rüstete das Gebäude zu einer Holzwarenfabrik um, die jedoch nicht lange in Betrieb war. Die Besitzer des Hüttenwerks kauften das Gebäude 1894. Nach 1945 wurde das Gebäude zu Wohnzwecken, ab 1986 zu einem Wohnhaus mit Café ausgebaut. Ende 2017 wurde das Café geschlossen. |
| Hüttenschänke                                              | Hüttenschänke                                                             | 50° 38′ 59,68″ N, 13° 22′ 4,57″ O  | 1587 zog der bis dahin hier wohnhafte Schichtmeister ins neue Schichtmeisterhaus um. Ab diesem Umzug erhielt das Gebäude die Bezeichnung altes Schichtmeisterhaus. Erst nachdem 1612 das Schankrecht neu geregelt wurde, ein Schankwirt genannt wird und der Ausschank nunmehr hier stattfand, taucht in den Unterlagen erstmals der Begriff Hüttenschänke auf. Die Hüttenschänke war von 1857 bis 1896 an eine Privatperson verpachtet, danach wurde sie Werkskantine unter betrieblicher Direktion. Privatpersonen bauten die Hüttenschänke zusammen mit dem Haus des Anrichters bis 1997 zum Hotel Saigerhütte aus. |
| Hüttenschmiede                                             | Hüttenschmiede                                                            | 50° 39′ 0,74″ N, 13° 22′ 9,23″ O   | Das Gebäude wurde im Zeitraum Mitte bis Ende des 16. Jahrhunderts als Schmiede für Eisengezeug errichtet, zudem befanden sich weitere Wohn- und Wirtschaftsräume im Haus. 1765 brannte das Gebäude nieder und wurde später wiederaufgebaut. Im Jahr 1867 wurde die Schmiedewerkstatt aufgelöst und das Gebäude zu einem Wohnhaus für drei Familien umgebaut. In der zweiten Hälfte des 20. Jahrhunderts nutzte es das Blechwalzwerk Olbernhau überdies für die Einlagerung von Gerätschaften für die Zivilverteidigung. Ende der 1980er Jahre ging das Gebäude in das Eigentum des VEB Hochbau über, welche nach der politischen Wende als Hochbau GmbH firmierte. Die Gebäudesubstanz verfiel jedoch zusehends zur Ruine. Im Jahr 2004 erwarben es die Eigentümer und Betreiber des Hotels Saigerhütte aus der Insolvenzmasse der im Jahr 2000 Konkurs gegangenen Hochbau GmbH. Nach mehrere Jahre dauernden Vorarbeiten wurde das Gebäude mit Hilfe von Fördermitteln schließlich im Jahr 2014 wiederaufgebaut. Dabei konnten die historischen Grundmauern und Tonnengewölbe im Inneren erhalten werden. |
| Kegelbahn                                                  | Kegelbahn                                                                 | 50° 39′ 0,89″ N, 13° 22′ 3,44″ O   | 1881 für die Angestellten der Saigerhütte – bevorzugt die Beamten – erbaut. In der Bausubstanz sind noch Reste der Ringmauer vorhanden. Von der Kegelbahn ist nur noch der Versammlungsraum/Salon erhalten, Die an das Kopfgebäude anschließende Kegelbahn wurde 2002 abgetragen. Das Gebäude dient gegenwärtig als Lager. |
| Kutscherhaus                                               | Kutscherhaus                                                              | 50° 39′ 1,29″ N, 13° 22′ 6,16″ O   | 1907 erbaut als Stall-/Wohngebäude für den Kutscher. Gegenwärtig als Wohnhaus genutzt. |
| Lange Hütte (1951) · Freilichtmuseum Saigerhütte           | Lange Hütte                                                               | 50° 38′ 58,38″ N, 13° 22′ 6,03″ O  | Die Lange Hütte war anfänglich zentraler Produktionsstandort für alle wesentlichen Prozessschritte. Das Inventar umfasste u. a. Frisch- bzw. Schmelzöfen, Saiger- und Treibeherde, Darr- und Garöfen sowie das Laboratorium als separaten Raum mit Geräten und Werkzeugen für das Probieren zu verarbeitender Metallstücke. Im Jahr 1562 wurde das Gebäude neu aufgebaut, worauf u. a. die Jahreszahl 1562 im Sandsteinportal an der Giebelseite hinwies. Das lässt erkennen, dass das vormalige Gebäude von 1537 bereits verschlissen gewesen sein muss. Das Gebäude wurde 1952 wegen Baufälligkeit abgebrochen, das Gelände angefüllt und für einen Parkplatz planiert. Von 1992 bis 1994 wurden die Fundamente wieder freigelegt und die Technik als Freilichtmuseum Saigerhütte teilweise rekonstruiert. Die feierliche Einweihung fand im Rahmen das 2. Saigerhüttenfestes vom 3. bis 4. Juni 1994 statt. |
| Laube des Faktors (Saigerhütte Grünthal) mit Infotafel (3) | Laube des Faktors                                                         | 50° 38′ 54,67″ N, 13° 22′ 7,58″ O  | Laube des Faktors, erbaut 1621 |
| Lichthaus/Alte Energiezentrale                             | Lichthaus/Alte Energiezentrale                                            | 50° 38′ 47,53″ N, 13° 22′ 11,36″ O | Alte Energiezentrale, 1894 als Industriegebäude errichtet, ursprünglich als Standort zur Stromgewinnung aus Wasserkraft genutzt. Das von Rothenthal herbeigeführte Aufschlagwasser wurde vom Lichthaus durch eine Rohrleitung unter dem Unteren Teich der 1904 erbauten Elektroenergiezentrale zugeführt. |
| Neue Faktorei                                              | Neue Faktorei                                                             | 50° 38′ 56,56″ N, 13° 22′ 5,94″ O  | Dabei handelt es sich um das große mehrgeschossige Wohnhaus, das das gesamte Areal der Saigerhütte überragt. Der ursprüngliche Gebäude-Mittelteil wurde in den 1560er Jahren unter Führung Uthmanns errichtet. 1586/87 wurde an den Giebel angebaut, seitdem prangt ein Sandsteinrelief mit der Jahreszahl 1586 und dem Namen von Kurfürst Christian I. über einem Eingang. Schließlich wurde 1628 ein weiterer Anbau auf der gegenüberliegenden Giebelseite ausgeführt, wozu trotz Kriegswirren große Feierlichkeiten u. a. mit Besuch des Kurfürsten Johann Georg I. samt Hofstatt stattfanden. Abgesehen von einer kurzfristigen Nutzung der heutigen Alten Faktorei von 1606 bis 1628 diente das Gebäude bis 1873 als Faktorei. 1802/1803 erfolgte nach dem Abriss der Pferdeställe am Westgiebel der dreigeschossige Anbau des westlichen Teils mit einem Eingang vom Giebel. Aus dieser Erweiterung stammt das kurfürstliche Wappen mit der Jahreszahl 1803. Nach einem Brand 1967 als Wohngebäude neu ausgebaut. In diesem Gebäude befinden sich Ausstellungsräume, in denen Besuchern traditionelles, erzgebirgisches Handwerk wie das Gravieren von Glas, Klöppeln, Weben und Flechten vorgeführt werden. |
| Neuhammer                                                  | Neuhammer                                                                 | 50° 39′ 3,78″ N, 13° 22′ 5,11″ O   | Der Neuhammer wurde 1586/87 als Ersatz für den zum Brauhaus umgebauten kleinen Hammer errichtet. Das zum Betrieb benötigte Wasser lieferte ein von der Natzschung abgezweigter Graben. Das Hammerwerk verfügte über zwei 4,285 Lachter (ca. 8,5 Meter) große, unterschlächtige Wasserräder. Mit Wasserkraft angetrieben wurden zwei Aufteuf- und ein Breithammer sowie zwei Blasbälge für das Schmiedefeuer. Ein Anbau beherbergte die Unterkunft für den Kupferschmied mit drei Räumen. Nach einem Hochwasser 1827 wurde mit dem Neubau eines Wehres in der Flöha der Neuhammer mit deren Wasser gespeist. Im 19. und 20. Jahrhundert wurden diverse Um- und Anbauten realisiert. So war das Gebäude zeitweilig auch Reparaturwerkstatt, Schlosserei und polytechnisches Kabinett. Der Gebäudekern mit Hammerwerk sowie die Wohnung des Schmiedes blieben erhalten. Inzwischen wurde ein Teil der späteren Anbauten wieder entfernt und bis 1999 das gesamte Gebäude mit Hilfe der Deutschen Stiftung Denkmalschutz instand gesetzt und zu einem inhabergeführten Fachbetrieb für Metallrestaurierung und Rekonstruktion ausgebaut (Stand 2015).                                                                  |
| Hüttenpforte · Ringmauer und Oberes Tor                    | Ringmauer mit Oberem Tor (Osttor), Unterem Tor (Westtor) und Hüttenpforte | 50° 38′ 55,45″ N, 13° 22′ 7,77″ O  | Nachdem die Anlagen im Dreißigjährigen Krieg durch Überfälle schwedischer Truppen schwer in Mitleidenschaft gezogen wurden, wurde zur Befestigung sowie zum Schutz der Bewohner und Anlagen 1656 eine steinerne Ringmauer mit einer Höhe von 5 Ellen (rd. 2,83 Meter) und einer Länge von 1820 Ellen (rd. 1031 Meter) errichtet. Zwischen 1983 und 1985 wurde das Untere Tor restauriert. Es hat seine heutige Form seit 1873. Das Obere Tor besteht seit 1694, die Hüttenpforte ebenfalls seit Ende des 17. Jahrhunderts. |
| Treibehaus                                                 | Treibehaus                                                                | 50° 38′ 57,55″ N, 13° 22′ 7,24″ O  | Das Treibehaus wurde 1586/87 nahe der Langen Hütte errichtet. Nunmehr wurde mit dem Treiben ein weiterer Arbeitsprozess von dort ausgelagert. Zum Gebäude führte ein Wassergraben der ein unterschlächtiges Wasserrad und dieses wiederum ein Gebläse antrieb. Bereits kurz nach Fertigstellung brannte das Gebäude ab und wurde 1593/94 wiedererrichtet. 1595/96 brannte es erneut nieder und wurde anschließend wiederaufgebaut. Mit Einstellung des Saigerverfahrens wurde es als Lager und ab 1886 als Gießerei genutzt. Bei einem Brand 1903 brannte es komplett nieder und an seiner Stelle wurde modernes Gießereigebäude erbaut. Anstelle der vorher nördlich gelegenen Brettschneidemühle, eines Sägewerks, wurde nachfolgend das Kupferwarenlager erbaut. Das neue Gebäude übernahm die alte Bezeichnung Treibehaus. Bis 1990 diente es als Turn- und Mehrzweckhalle. Im ehemaligen Kupferwarenlager wurde die Ausstellung zur Geschichte der Saigerhütte eingerichtet, welches sich noch heute dort befindet. |
| Hüttenschule · Zimmerhaus Fleischbank                      | Vieh-, Zimmer-, Wächterhaus                                               | 50° 39′ 0″ N, 13° 22′ 2,93″ O      | Das Gebäude wird zuerst als Viehaus im Übergabprotokoll aus dem Jahr 1567 erwähnt. 1606 wurde es für den Einzug der Schule umgebaut und als „altes Viehhaus darin der Lehrer wohnt“ vermerkt. Im alten Viehhaus am unteren Tor waren ein Raum für den Unterricht umgebaut und eine Lehrerwohnung eingerichtet worden. Baumaßnahmen der Jahre 1612/14 sprechen von einem neuen Zimmerhaus, ferner gab es 1618/20 Umbauten am unteren Tor. Seitdem existiert diese Dreiergruppe von Schul-, Zimmer- und Wächterhaus. Das Gebäude brannte in den Jahren 1646 und 1675 ab und wurde jeweils wiedererrichtet. Nachdem der Lokalschulinspektor die Räumlichkeiten als baufällig und unhaltbar charakterisiert hatte, kam es 1850 zum Umzug in die Alte Faktorei. Die 450-Jahr-Feier im Jahr 1987 diente als Anlass die Gebäude optisch herzurichten, ohne jedoch bauliche Mängel zu beseitigen. 1999 wurde die nach 1992 begonnene Sanierung abgeschlossen. Heute befinden sich hier u. a. der sogenannte Hüttenladen mit Hüttentöpferei, Münzprägewerkstatt und Schauhandwerk mit dazugehöriger Werkstatt. |
| Kunstgraben · Faktoreiteich                                | Wasserversorgungssystem mit Kunstgräben und -teichen                      | 50° 38′ 52,9″ N, 13° 22′ 12,12″ O  | Bereits mit Gründung der Hütte wurden Kunstgräben und -teiche zur Energiegewinnung für die unterschiedlichen Prozessschritte angelegt. Das Wasser wurde mittels Wehranlagen der Natzschung entnommen. Die Mehrzahl der Gräben hat sich im Gelände erhalten, im Gelände des Hüttenkomplexes sind diese heutzutage jedoch bis auf die Zuführung zum Althammer wasserfrei. Der Zwischenspeicherung in niederschlagsarmen Zeiten dienten drei Kunstteiche, hier Hüttenteiche genannt. Davon erhalten geblieben ist der Faktoreiteich oder auch Unterer Hüttenteich genannt. |

## Geschichte ab 1930: Museumskomplex Saigerhütte Grünthal

### Anfänge in den 1930er Jahren

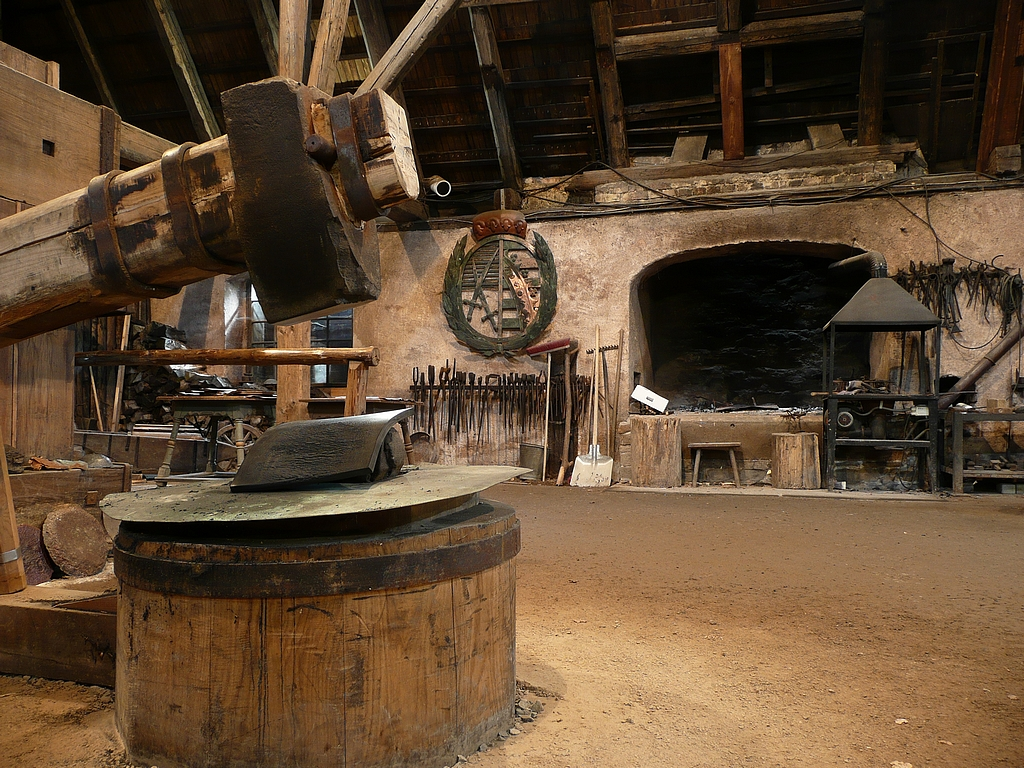
Erste Initiativen, den Althammer als technisches Denkmal zu erhalten, gehen auf das Jahr 1935 zurück – seit 1961 kann er als Technisches Museum in Funktion besichtigt werden.

Nach einem schweren Hochwasser am 3. und 4. Januar 1932 lag der Althammer wüst. Bis 1935 waren von der F. A. Lange Metallwerke AG Aue Mauern und Dach wieder instand gesetzt worden, eine Instandsetzung des Inneren unterblieb. Zwecks Erhaltung als technisches Denkmal sollte das Objekt der Stadt Olbernhau übergeben werden, die jedoch dafür wenig Interesse zeigte. Am 24. September 1935 gründete sich der Hammerbund e. V., der den Erhaltungsgedanken weiterverfolgte. Ferner sollte seinerzeit der gesamte zwischen Natzschung und Bahnstrecke liegende Komplex Industriemuseum werden. Das Ansinnen wurde jedoch nicht umgesetzt, 1937 löste sich auch der Hammerbund wieder auf.
Der Sächsische Landtag verabschiedete im Januar 1934 – kurz vor seiner Auflösung durch die Nationalsozialisten – das Gesetz zum Schutze von Kunst-, Kultur- und Naturdenkmalen. Es bildete die Grundlage für Denkmalschutz und -pflege. Im Jahr 1941 waren folgende Objekte in der Landesdenkmalliste aufgeführt: Lange Hütte, Gast- und Huthaus, Herrenhaus, Alt- und Neuhammer, ein schindelgedecktes Arbeiterwohnhaus sowie die erhaltene Ringmauer. Denkmalpflegerische Maßnahmen wurden seinerzeit jedoch kaum realisiert.

### Entwicklung in der DDR
Das Gebäude der Langen Hütte wurde 1952 wegen Baufälligkeit abgebrochen, das Gelände angefüllt und für einen Parkplatz planiert. Zuvor wurde eine Baudokumentation aus denkmalpflegerischer Sicht durchgeführt. Im Zeitraum 1958–1961 ließ der Eigentümer, der VEB Blechwalzwerk Olbernhau, den Althammer zum Technischen Museum sanieren. Allerdings empfand die Betriebsleitung Unterhaltung und Betrieb zu Beginn der 1960er Jahre zunehmend als wirtschaftliche Belastung. Deshalb zog sich der Betrieb 1964 völlig aus der Unterhaltung zurück. Der Rat des Kreises Marienberg übernahm die Rechtsträgerschaft.

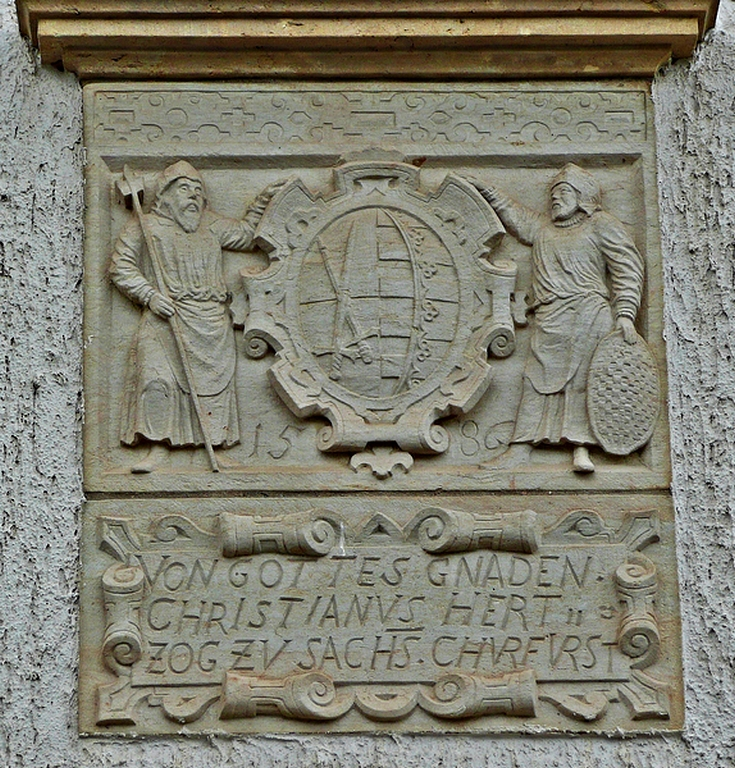
Relief-Kopie von 1586 an der Neuen Faktorei

An der Hüttenschänke wurden 1974 das Türmchen erneuert, das Uhrwerk wieder betriebsfähig hergerichtet und das Zifferblatt erneuert. An der Neuen Faktorei wurde das Relief von 1586 gesichert und durch eine Kopie ersetzt. Im Herbst 1978 gründete sich eine Interessengemeinschaft innerhalb des Kulturbundes der DDR, deren Mitglieder sich mit Denkmalpflege, Geschichtsforschung sowie der kulturellen und musealen Nutzung des Komplexes beschäftigten. Im Frühjahr 1979 vereinbarten zudem die Leitungen der Olbernhauer Museen und der Schule in Oberneuschönberg, in der nach den Abschlussprüfungen der 10. Klassen unterrichtsfreien Zeit ein Lager der Erholung und Arbeit für die Absolventen durchzuführen. So wurden 1979 beispielsweise etwa 400 Meter stark verunreinigte Flutgräben der Wasserzuführung zum Althammer beräumt, an der Laube des Faktors von 1621 erstmals Konservierungsarbeiten in Vorbereitung einer späteren Restaurierung sowie kleinere Reparaturen an weiteren Objekten des Komplexes durchgeführt.
Gleichwohl die Gebäude der Saigerhütte Grünthal seit 1979 als Denkmäler in der zentralen Denkmalliste der DDR verzeichnet waren, zeigte der VEB Blechwalzwerk wenig Verständnis für die Erhaltung des baulichen Ensembles. Otfried Wagenbreth, Hanns-Heinz Kasper und der damalige Olbernhauer Museumsdirektor Günther Arnold erarbeiteten 1981 eine Studie zur Erschließung des Denkmalkomplexes. In der Folgezeit verstärkten sich darauf aufbauend die Bemühungen um Erhalt und Pflege dieser einmaligen Anlage.
Zwischen 1983 und 1985 wurde das Westtor restauriert. Die 450-Jahr-Feier im Jahr 1987 diente als Anlass, Hüttenschule und Zimmerhaus optisch herzurichten, ohne jedoch bauliche Mängel zu beseitigen. Insgesamt gesehen erfolgten jedoch nur die notwendigsten Reparaturen, dem zunehmenden Verfall wurde kaum entgegengewirkt.

### Entwicklung eines Museumskomplexes nach 1990
Es war der Historiker Hanns-Heinz Kasper, auf dessen intensiven Aktenstudien die Bemühungen zur Erhaltungs- und Reaktivierung des Komplexes zurückgehen und der bei diesen Aktivitäten entscheidend mitgewirkt hat. Seine 1976 begonnenen Studien dauerten bis zur Fertigstellung eines umfangreichen Forschungsberichtes von 1991, der im Stadtarchiv Olbernhau lagert. Hiermit stand allen folgenden Aktivitäten eine wissenschaftlich abgesicherte Grundlage zur Verfügung.
Eine Bestandsaufnahme in den ersten Jahren nach der politischen Wende offenbarte großen Instandhaltungs- und Instandsetzungsrückstand an der Bausubstanz. Die ungenügende Erschließung des Geländes hatte zu einem zunehmenden Leerstand insbesondere der unsanierten Objekte geführt.

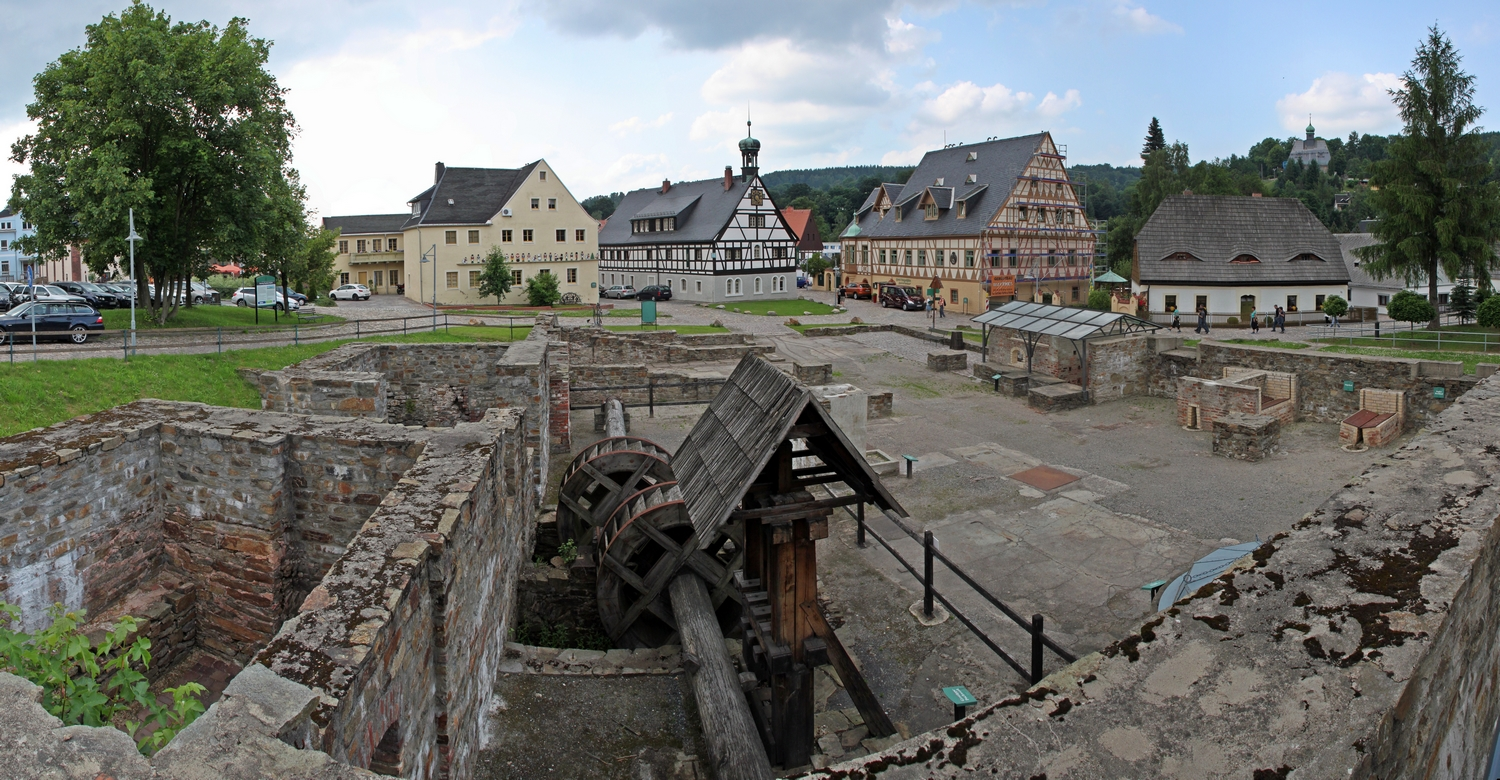
Von 1992 bis 1994 wurden die Fundamente der 1952 abgebrochenen Langen Hütte wieder freigelegt und die Technik teilweise rekonstruiert.

Die Stadt Olbernhau erwarb 1991 das geschichtsträchtige Territorium südlich der Grünthaler Straße aus dem Grundbesitz des 1990 stillgelegten Blechwalzwerkes, zudem kaufte die Stadt bedeutungsvolle Bauten, um weiterem Verfall durch geeignete Maßnahmen entgegenzuwirken. Ab 1992 begann die Stadtverwaltung unter musealen und touristischen Gesichtspunkten die Bauwerke zu renovieren und auszugestalten. Der Komplex mit insgesamt 22 Einzeldenkmalen wurde samt allen Bauten und Anlagen, auch der Straßen und Wege, als Sanierungsgebiet deklariert und nach Richtlinien der Städtebauförderung ausgebildet.
Am 9. Juli 1991 wurde der Saigerhüttenverein Olbernhau-Grünthal e. V. mit dem Ziel der Erhaltung und Pflege der Objekte gegründet. Die Hüttenknappschaft gründete sich am 8. Februar 1994 als eigenständige Vereinigung innerhalb des Saigerhüttenvereins neu.
Bis zum 15. März 1993 wurde im Althammer der originalgetreue Zustand wiederhergestellt, im September desselben Jahres fand das 1. Saigerhüttenfest im Areal statt. Im folgenden Jahr weihte der damalige sächsische Ministerpräsident Kurt Biedenkopf das Freilichtmuseum Saigerhütte (gemeint ist das Areal der Langen Hütte) im Rahmen das 2. Saigerhüttenfestes vom 3. bis 4. Juni 1994 feierlich ein.
Die Freilegung der Fundamente sowie die teilweise Rekonstruktion der enthaltenen Technik wurde vom Freistaat Sachsen mit zwei Millionen DM unterstützt.
Bis zum Jahr 1994 war mittels öffentlicher und privater Gelder aus dem Bereich Denkmalpflege ein beachtenswerter Teil der Einzeldenkmale restauriert. Noch nicht restauriert waren zu diesem Zeitpunkt beispielsweise Neuhammer, Hüttenschmiede, Brauhaus, Kohlhaus und die Arbeiterwohnhäuser.
Finanziell gesehen, war und ist zuvorderst die Stadtverwaltung gefordert: Wenngleich Fördergelder zur Verfügung stehen, so ist zur Inanspruchnahme ein Eigenanteil aufzubringen.

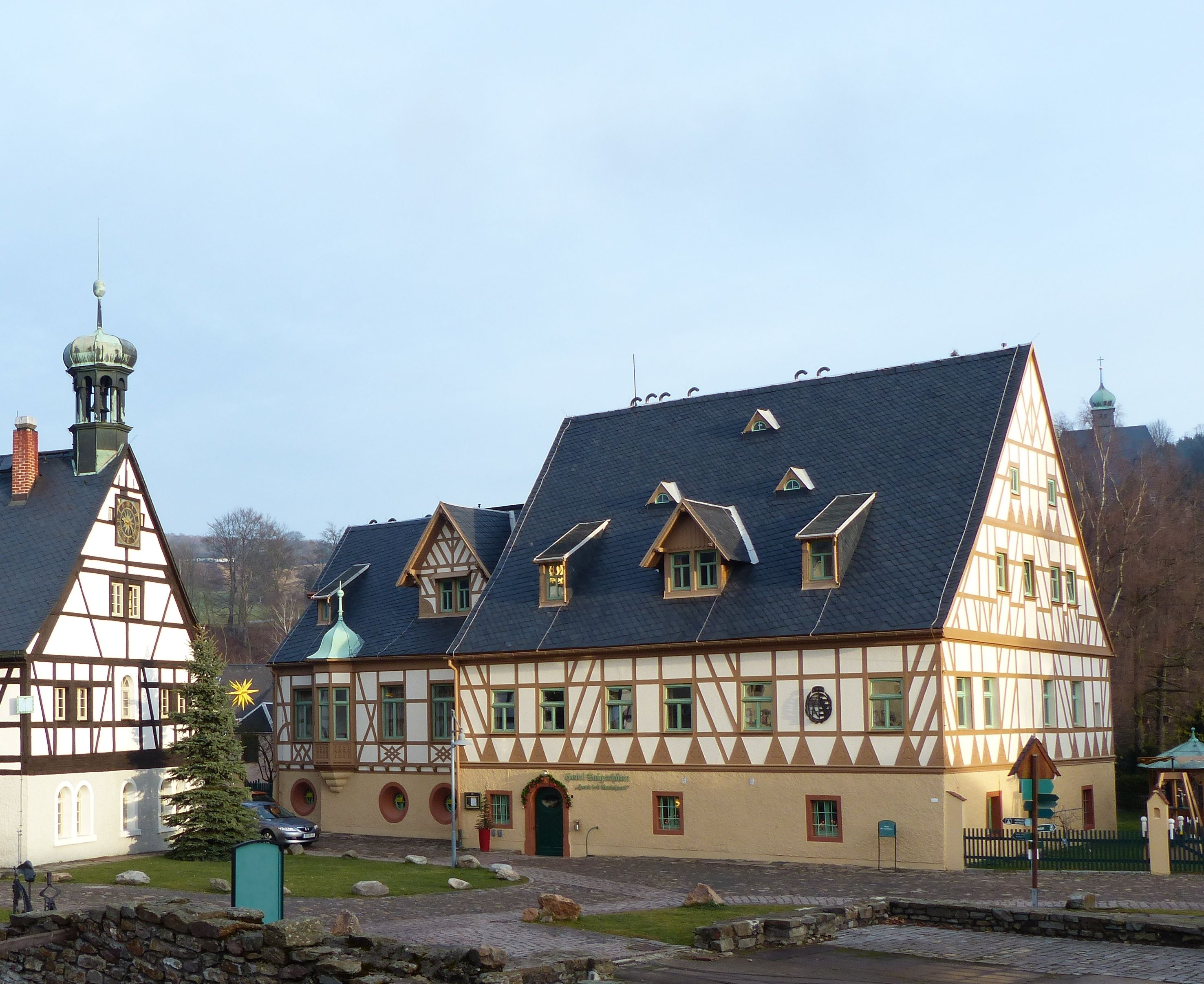
Das Haus des Anrichters wurde bis 1997 gemeinsam mit der Hüttenschänke zum Hotel Saigerhütte ausgebaut.

Privatpersonen bauten die Hüttenschänke und das Haus des Anrichters bis 1997 zum Hotel Saigerhütte aus. Im Garhaus wurde eine Verkaufsstelle eingerichtet. Im September 1997 fand im Hüttenkomplex ein Internationales Schmiedetreffen statt. Die Resonanz auf diese Veranstaltung mündete 2001 in der Gründung der Vereinigung Ring der Europäischen Schmiedestädte, die ihren Sitz in Olbernhau hat.
Bis Jahresende 1997 waren 17,5 Mio. DM aus staatlichen Fonds, der Deutschen Stiftung Denkmalschutz, der EU sowie kommunaler und privater Seite geflossen. Diese Mittel dienten vorrangig der Rettung der Bausubstanz vor fortschreitendem Verfall. Dagegen sah sich die Stadtverwaltung Anfang 1998 nicht mehr in der Lage, die Weiterentwicklung finanziell allein zu tragen, bzw. die Eigenanteile für Fördermittel bereitzustellen.
Bereits im Vorjahr kam der Gedanke auf, ein Kuratorium zu gründen, um insbesondere Sponsoren und neue Wege zu finden sowie Eigenmittel zur Beantragung von Fördermitteln aufzubringen und damit die Entwicklung voranzubringen. Auf Basis von zuvor erstellten Gutachten bzw. Stellungnahmen namhafter Persönlichkeiten gelang es dem Verein, die Landesregierung für die weitere Förderung zu gewinnen. Die Gründung des Kuratoriums erfolgte in der konstituierenden Sitzung am 27. August 1998 im Hotel Saigerhütte. Es wurden elf Kuratoren aus Politik, Wirtschaft und Wissenschaft berufen, Geschäftsführer wurde Hanns-Heinz Kasper.
Zentrale Ansinnen des Kuratoriums waren einerseits der Wiederaufbau der Langen Hütte, da der bisher erreichte Zustand mehrheitlich nur als Notlösung galt, und andererseits die Erarbeitung einer Museumskonzeption. Letztere lag im Dezember 1998 in einer ersten Entwurfsfassung für die Sächsische Landesstelle für Museumswesen vor. Darin machten die damaligen Museumsdirektoren Lothar Suhling (Landesmuseums für Technik und Arbeit) und Rainer Slotta (Deutsches Bergbau-Museum Bochum) vielfältige Vorschläge für die Fortschreibung und Verbesserung der Museumskonzeption. Auch sie sprachen sich für den Wiederaufbau der Langen Hütte als zentralen Museums- und Ausstellungsraum mit Mittelpunktsfunktion im Denkmalkomplex aus. Ferner und weitergehend erachteten sie die Erarbeitung eines gedruckten und/oder virtuellen Museumsführers sowie die Anlage eines Lehrpfades für wichtig.

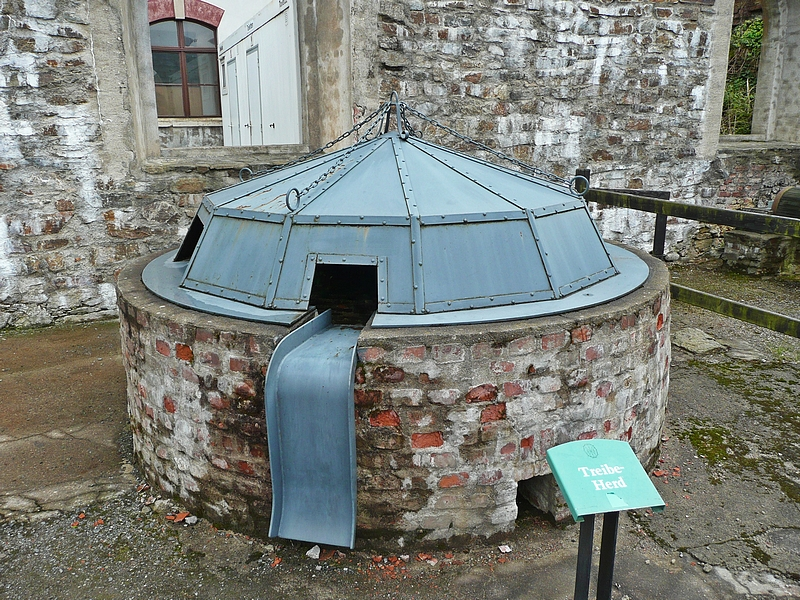
Rekonstruierter Treibherd in den Grundmauern der Langen Hütte

Diese sowie weitere Vorschläge wurden in den Entwurf eingearbeitet, der nun der Landesstelle für Museumswesen und den Mitgliedern des Kuratoriums übersandt werden konnte. Die angesetzte Vorstellung des Entwurfs gegenüber der Stadtverwaltung kam leider nicht mehr zustande, da Hanns-Heinz Kasper am 7. Mai 1999 unerwartet verstarb. Die Vertiefung mit der Vorlage stagnierte und wurde schlussendlich eingestellt.
Im Laufe des Jahres 1999 erarbeitete ein Freiberger Unternehmen zum vorhandenen ein ergänzendes Konzept. Über das Gesamtkonzept, den geplanten Wiederaufbau der Langen Hütte sowie weitere Themen, beriet das Kuratorium am 8. Dezember 1999.
Angesichts zunächst veranschlagter Kosten von acht Mio. DM für den Wiederaufbau der Langen Hütte rückte die Stadtverwaltung von dieser Vorstellung ab – der Eigenanteil der Stadt hätte 1,6 Mio. DM betragen. Seinerzeit wurde der Finanzbedarf für die noch anstehenden Projektphasen bis ins Jahr 2004 auf etwa neun Mio. DM geschätzt. Wobei für den Wiederaufbau durch eingeschränkte Anforderungen noch 2,35 Mio. DM ermittelt wurden.
Die katastrophalen Auswirkungen des Augusthochwassers 2002 für die Stadt Olbernhau – und auch das Saigerhüttenareal selbst – machten Bemühungen und Zeitpläne vorerst zunichte. Zwangsläufig wurde das Gesamtprojekt Rekonstruktion Saigerhütte Olbernhau/Grünthal zurückgestellt. In dieser Zeit stagnierte auch die Arbeit des Kuratoriums und musste schließlich in bisheriger Art und Weise für beendet erklärt werden.
Es fehlt nach wie vor eine seinerzeit gewünschte Überdachung der Langen Hütte, was unweigerlich zu Witterungsschäden an Teilen der rekonstruierten Einrichtungen führt.
Die Gebäude innerhalb des Denkmalkomplexes werden gegenwärtig sowohl zu Wohn- (Privateigentum) wie auch zu gewerblichen und kulturellen Zwecken genutzt. Neben dem technischen Museum, Ausstellungsräumen und Hotelanlagen umfasst der Komplex verschiedene Freizeitmöglichkeiten: kleine Geschäfte, eine Bowlingbahn und die Spiel- und Erlebniswelt Stockhausen. Daneben wurde ein Lehrpfad eingerichtet.
Die Hoffnungen auf eine Intensivierung der Bemühungen zur Rekonstruktion und Ausgestaltung des Museumskomplexes lagen in den 2000er Jahren in den Bestrebungen zur Erlangung des UNESCO-Welterbetitels Montanregion Erzgebirge/Krušnohoří. Diesbezüglich wurde für die Sachgesamtheit im Januar 2010 eine Pilotstudie vorgelegt, in welcher sämtliche Objekte ausführlich dokumentiert, beschrieben und ihre Auswahl für das Welterbe-Projekt begründet wurden.
Am 6. Juli 2019 ernannte das UNESCO-Welterbekomitee die Montanregion Erzgebirge/Krušnohoří zum Welterbe, die Saigerhütte Grünthal ist ein Bestandteil.
Das Museum bietet Personengesellschaften, insbesondere Hochzeitsgesellschaften, an, unter fachkundiger Anleitung mit dem historischen Hammer selbst ein Hufeisen zu schmieden, also „seines Glückes Schmied“ zu sein. Außerdem wird hier auch die Olbernhauer Sage Der Hüttenmatthes als Ein-Personen-Stück aufgeführt. Abgerundet werden die kulturellen Angebote vor Ort mit dem Tag des offenen Denkmals (jeweils im September) inklusive öffentlicher Kindererlebnisführung sowie einer Silvesterparty im Treibhaus.

## Weiteres

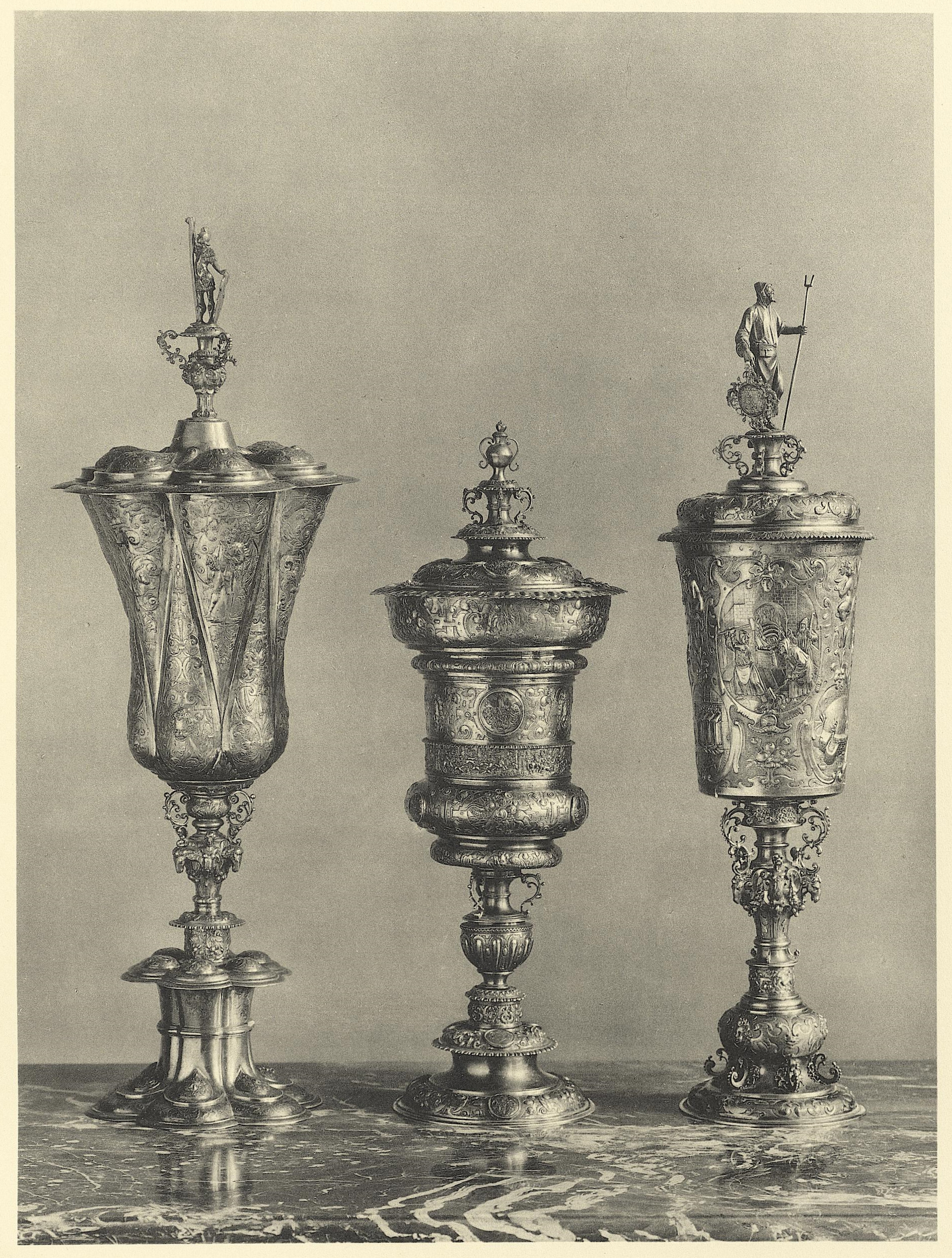
Pokal (rechts im Bild), Beschreibung ist im Bild annotiert

Saigerhüttenpokal von 1625 
Es gehörte zum Brauch adeliger Gesellschaften oder bürgerlicher Korporationen, insbesondere Zünften, sich einen Willkomm anzuschaffen, welcher beim Empfang von zu ehrenden Gästen oder für gemeinschaftliche Zeremonielle genutzt wurde. Für die Saigerhüttenknappschaft fertigte der Freiberger Goldschmied David Winckler einen Willkomm, das Ausgangsmaterial von zehn Mark und elf Loth (rd. 2,5 kg) Silber lieferte das Werk selbst. Den schlanken, 67 Zentimeter hohen vergoldeten Pokal krönt die gegossene, silberne Deckelfigur eines Schmelzers im seinerzeit üblichen Kapuzengewand. Auf dem Gefäßmantel befinden sich je drei große und kleine Medaillons. Die Darstellungen in diesen Medaillons stellen das früheste und reale künstlerische Spiegelbild der hüttenmännischen Arbeit und hüttentechnischer Anlagen der Saigerhütte Grünthal jener Zeit dar.
Der Willkomm befand sich von 1625 an lediglich 51 Jahre im Grünthaler Werk. Danach wurde er ins Freiberger Schloss Freudenstein gebracht, zählte jedoch weiterhin zum Inventar in Grünthal wie es ein Eintrag im Rechnungsbuch der Saigerhütte von 1750/51 belegt. Im Umzug der Bergmänner zum Fest des Saturnus im Plauenschen Grund anlässlich der Hochzeit des Sohnes Augusts des Starken am 26. September 1719 wurde David Wincklers Saigerhüttenpokal im 2. Corps mitgeführt. 1873, im Jahr der Reprivatisierung des Werkes, gelangte der Willkomm auf Anweisung des Königlichen Finanzministeriums leihweise in das Grüne Gewölbe nach Dresden. 1926 wurde er endgültig in den Bestand dieser Kunstsammlungen übernommen.